# Museo Arqueológico de Olimpia
El Museo Arqueológico de Olimpia (en griego: Αρχαιολογικό Μουσείο Ολυμπίας; Archeologiko Musio Olympias) es un museo situado en la localidad griega de Olimpia cerca del conjunto monumental del Santuario de Olimpia y alberga piezas de arte de la Antigua Grecia encontradas en dicho santuario y alrededores. Depende del Ministerio de Cultura de Grecia a través del Séptimo Eforato de Antigüedades Prehistóricas y Clásicas y lo dirige desde 2009 Georgia Xatzi. Inaugurado en 1885, fue el primer museo creado fuera de la capital griega. Lo trasladaron a un nuevo edificio en 1982, el cual fue reformado en 2003 con motivo de los Juegos Olímpicos de Atenas 2004.
Alberga los descubrimientos hechos en el Altis, el yacimiento arqueológico de Olimpia: objetos que se remontan desde la prehistoria a la Grecia romana, incluido los siglos VI y VII. Sus piezas maestras son Hermes con el niño Dioniso de Praxíteles, las metopas y frontones del templo de Zeus de Olimpia, la Victoria de Peonio y la copa que perteneció a Fidias. Su amplia colección de bronces antiguos es la más importante del mundo.
El espacio museístico está repartido en dos edificios. El principal con doce salas de exposición organizadas de manera temática y cronológica: épocas prehistórica, geométrica y arcaica, cerámica arcaica y clásica, época helenística, época romana, estatuaria romana y últimos años del santuario. Cuenta además con un ala con los servicios para los visitantes, mientras que un tercer edificio, la tienda del museo, está algo más alejado, a medio camino del yacimiento arqueológico.

## Historia

### Primer museo

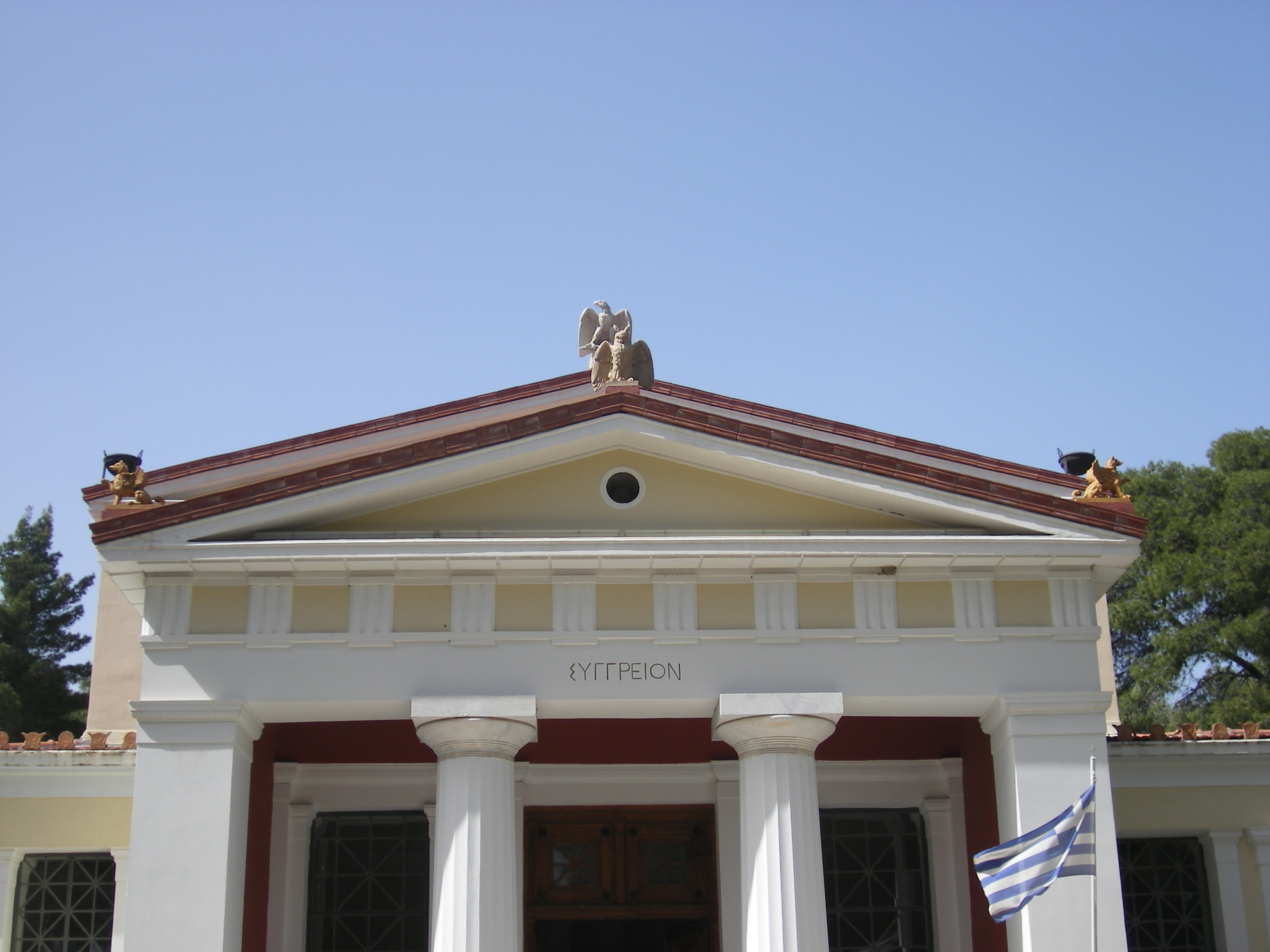
Fachada del primer museo

Los trabajos arqueológicos del sitio de Olimpia, en la segunda mitad del siglo XIX, rápidamente requirieron la construcción de un edificio para albergar los descubrimientos. El banquero filántropo Andréas Syngrós lo financió con 220 000 dracmas y encargó el proyecto a dos arquitectos y arqueólogos alemanes, que habían comenzado las excavaciones del sitio, Wilhelm Dörpfeld y Friedrich Adler. Se erigió un edificio neoclásico sobre la colina de Drouva en la salida de la ciudad, en la carretera al santuario. Terminado en 1888, fue el primer museo griego construido fuera de la capital, Atenas. Dañado por un terremoto en 1954, acabó resultando pequeño para acoger el conjunto de las colecciones, por lo que la construcción de un nuevo museo se decidió en la década de 1970. Tras permanecer durante bastante tiempo en desuso, el edificio acoge desde 2004 un Museo de la historia de los Juegos Olímpicos.

### Museo actual
Al alcanzar el primer museo sus límites de espacio, la construcción de un nuevo museo fue confiada al arquitecto griego Patroklos Karantinos. Comenzado en 1966, el nuevo museo se terminó en 1975, pero la transferencia de obras llevó su tiempo. La exposición definitiva fue inaugurada en 1982 por la ministra de cultura de la época, Melina Mercouri. La museografía se debió a Nikolaos Gialouris, entonces éforo de antigüedades, a Ismini Trianti y al escultor S. Trianitis que fue el encargado de instalar la Victoria de Peonio sobre un zócalo ad hoc, la cual se exhibe al público desde 1994. El museo nuevo fue renovado en el marco de la preparación de los Juegos Olímpicos de Atenas 2004, por lo que estuvo cerrado desde septiembre de 2003 hasta el 24 de marzo de 2004. Las colecciones fueron reorganizadas conservando el espíritu de la primera presentación. Las salas se agrandaron, la iluminación, la ventilación y el aire acondicionado revisados, la tienda fue desplazada, el Hermes de Praxíteles fue instalado en una sala enteramente dedicada a esta estatua, sobre un zócalo antisísmico. Se crearon nuevas salas, el Taller de Fidias y los últimos años del santuario, sitos en el lugar de la exposición de los juegos olímpicos fueron trasladados a un museo específico.
En febrero de 2012 se produjo un robo a mano armada de más de 60 piezas del museo entre las que se hallaban estatuillas de bronce, piezas de cerámica y un anillo de oro. No obstante, en noviembre de ese mismo año, después de que los ladrones intentaran vender una de las piezas, la policía consiguió detener a varios de los autores del hecho y se recuperaron los objetos robados.
El museo actual está organizado en dos edificios. Las colecciones están en las doce salas de exposición del edificio principal. Su ala este está dedicada a los servicios para los visitantes, como cafetería y aseos, mientras que los sótanos contienen otras piezas almacenadas y los laboratorios de conservación de terracotas, bronces, piedra y mosaicos. La tienda, que vende objetos y libros, se encuentra en otra edificación, entre el museo y el yacimiento arqueológico.

## Colecciones por salas

Distribución de las salas del Museo Arqueológico de Olimpia

El museo está precedido por un gran patio cuadrado con peristilo, donde se exponen diversos elementos de arquitectura y estatuas como el torso de una estatua colosal de Augusto, proveniente del Metroo. En el vestíbulo de entrada se halla una maqueta del sitio en su apogeo en época romana, con el conjunto de edificaciones que fueron construidas, lo cual permite visionar mejor las dos visitas, la del museo y la del propio sitio arqueológico.

### Sala 1. Prehistoria y protohistoria
La sala 1, a la izquierda del vestíbulo, está consagrada al periodo prehistórico, con los descubrimientos realizados en el yacimiento y en la región de Olimpia. Los objetos expuestos pertenecen a periodos que abarcan desde el neolítico, alrededor del 4000-3000 a. C. hasta el periodo geométrico, siglo VIII a. C. Fueron sacados a la luz en el terraplén norte del estadio olímpico y constituyen los indicios de ocupación más antiguos. Los objetos más antiguos, como cerámicas manufacturadas a mano y útiles de piedra, datan del Heládico Antiguo II y III (2700-2000 a. C.). Algunos provienen del «Túmulo de Pélope» o «Pelopio», situado entre el Hereo y el Altar de Zeus, en el sitio arqueológico, y cuya reconstrucción está pendiente. Además se descubrieron habitaciones abovedadas, que son las construcciones más antiguas presentes en el sitio. Los vasos expuestos son característicos de este periodo; las «salseras», cántaros del tipo prochous, recipientes cuya forma está próxima al ánfora, fiales con una sola asa, kantharoi y askoi. Los cántaros prochous y las fiales están decoradas, estampadas o incisas, en el labio, el asa o la base, lo que muestra las relaciones en el Heládico Antiguo entre Olimpia y la Cultura de Cetina, en la actual Croacia. Los vínculos con la región dálmata fueron constantes durante mucho tiempo, como lo prueban las cerámicas y útiles del Heládico Medio (2000-1600 a. C.).

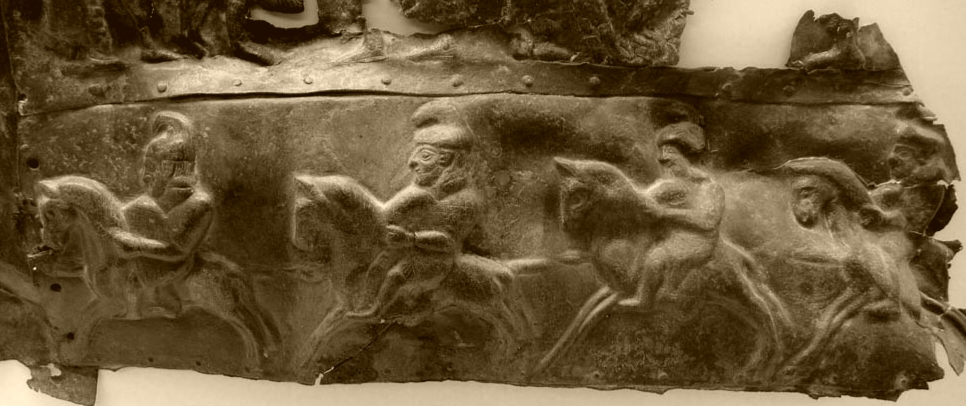
Bronce neohitita, reempleado por los habitantes de Olimpia

La civilización micénica (siglo XVI a. C.-1100 a. C.) está representada por objetos de terracota, piedra o bronce encontrados en diversas tumbas en tholos de la región, principalmente en las colinas de Zouni y Kalosaka, cerca del museo. Los vasos micénicos,  con decoración lineal simple, presentes principalmente en ánforas oleicas, ánforas con estribo para aceites aromáticos, alabastrones, ovoides o cilíndricos, para ungüentos y kílix —copas para beber—. También se pueden presenciar ídolos femeninos de terracota llamados en griego antiguo ψ, joyas como collares de pasta vítrea, utensilios de higiene —navajas de afeitar—, piedras talladas, armas —puntas de lanza— y un casco de colmillos de jabalí.
La sala termina su recorrido con tres placas de bronce provenientes de Asiria que datan de la época neohitita (siglo VIII a. C.) y que atestiguan las relaciones entre las dos regiones. Sus decoraciones recuerdan una procesión con sacerdotes llevando animales al sacrificio y un desfile de guerreros —caballeros e infantes con corazas—. Estas placas fueron reutilizadas para recubrir objetos de madera que no se conservan.

### Sala 2. Periodos geométrico y arcaico
En esta sala, la número 2 se exponen objetos de bronce, principalmente de épocas geométrica y arcaica (siglos X y VI a. C.). Entre estos encontramos armas, escudos, cascos, grebas y lebes, que son calderos de todos los tamaños, desde miniaturas, a talla normal o monumental, como el caldero sobre trípode más antiguo conservado, que se remonta al siglo IX a. C. También trípodes, figuritas y placas decoradas. Se trata de la colección más importante de bronces antiguos del mundo. Las ofrendas a Zeus constituyen la gran mayoría y demuestran la influencia y la riqueza del santuario desde este periodo.
Estas ofrendas a Zeus provienen del inmenso altar formado por cenizas de animales que le fueron sacrificados en el Altis. Entre las cenizas, los arqueólogos han hallado un gran número de figurillas de bronce y a veces de terracota de animales o humanas, provenientes del conjunto del Peloponeso: los talleres argivos, corintios, laconios y eleos están representados. Los más antiguos (siglo IX a. C.) son prácticamente abstractos, pero los sucesivos añaden poco a poco detalles. Diversas interpretaciones han sido propuestas para estas estatuillas. Las figuras masculinas representarían a Zeus, a veces guerrero cuando tiene casco o figura de auriga, en ocasiones es una epifanía del dios. También representan al fiel en posición orante. Las figuras femeninas podrían ser Hera o una adoradora. Hay una figura femenina cabalgando a lo amazona (segundo cuarto del siglo VIII a. C.), mientras que el grupo de siete mujeres desnudas danzando en círculo podrían ser ninfas (siglo VIII a. C.). Las figuras animales a menudo son de caballos o de toros. Los calderos de todos los tamaños eran también un tipo recurrente de ofrenda a Zeus y esta sala exhibe toda la variedad, como asas decoradas con caballos en los primeros tiempos y después, cada vez más, con figuras humanas o divinas como los Telquines. Un caballo de principios del siglo VII a. C. de bronce de mayores dimensiones que las otras estatuillas similares marca estética y físicamente en la sala el paso del Periodo geométrico a la Época Arcaica.
A partir del siglo VII a. C. se desarrolla un «estilo orientalizante» integrando nuevos motivos, como leones, sirenas y sobre todo grifos. Un nuevo tipo de calderos aparece también, el caldero con «cuba agujereada», remplazando el caldero con «cuba móvil», en los que los nuevos motivos, como prótomes de sirenas o de grifos, se aplicaban sobre el labio o la cuba.

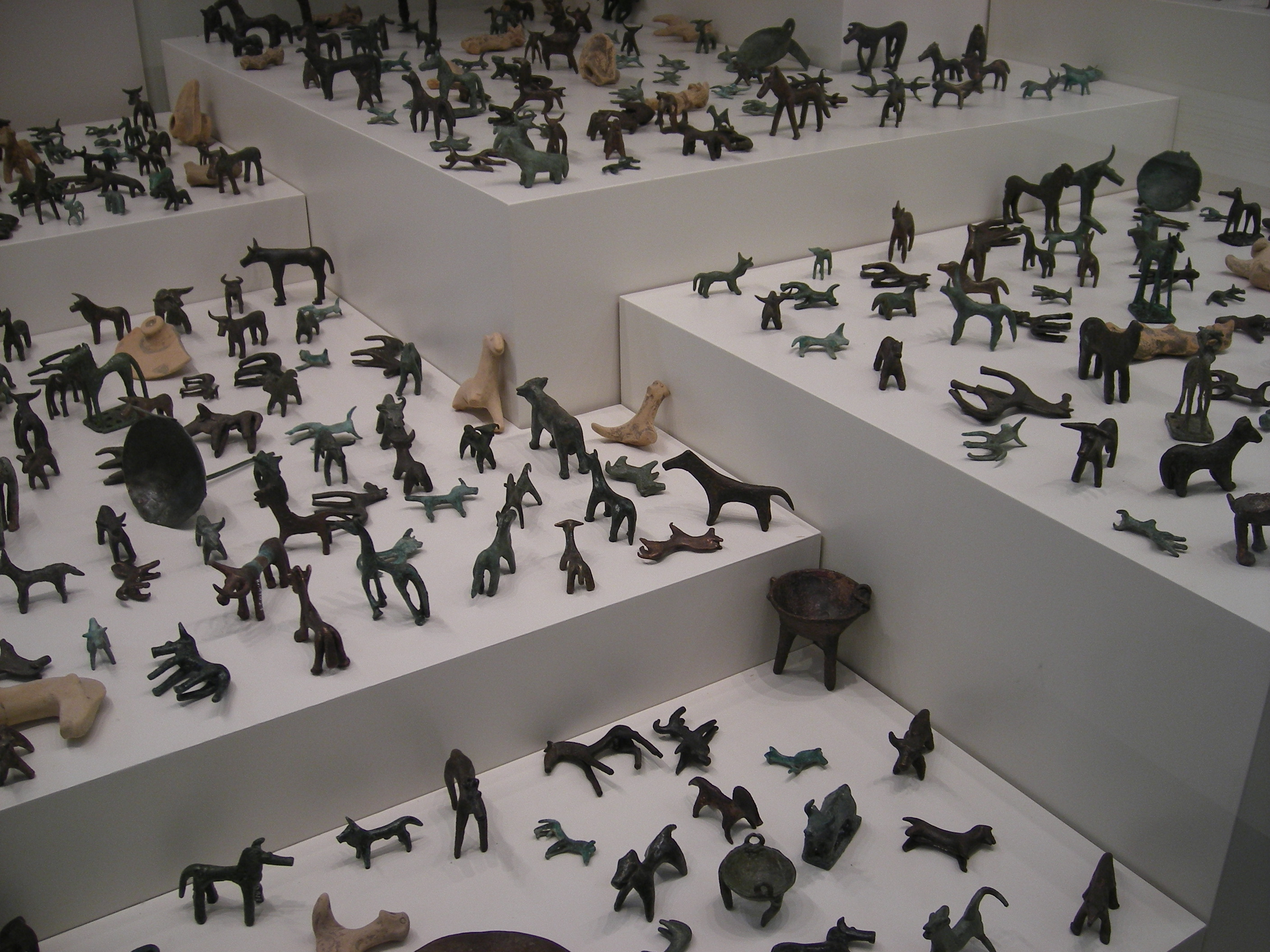
Ofrendas a Zeus, animales de bronce y de terracota (siglos IX-VIII a. C.)
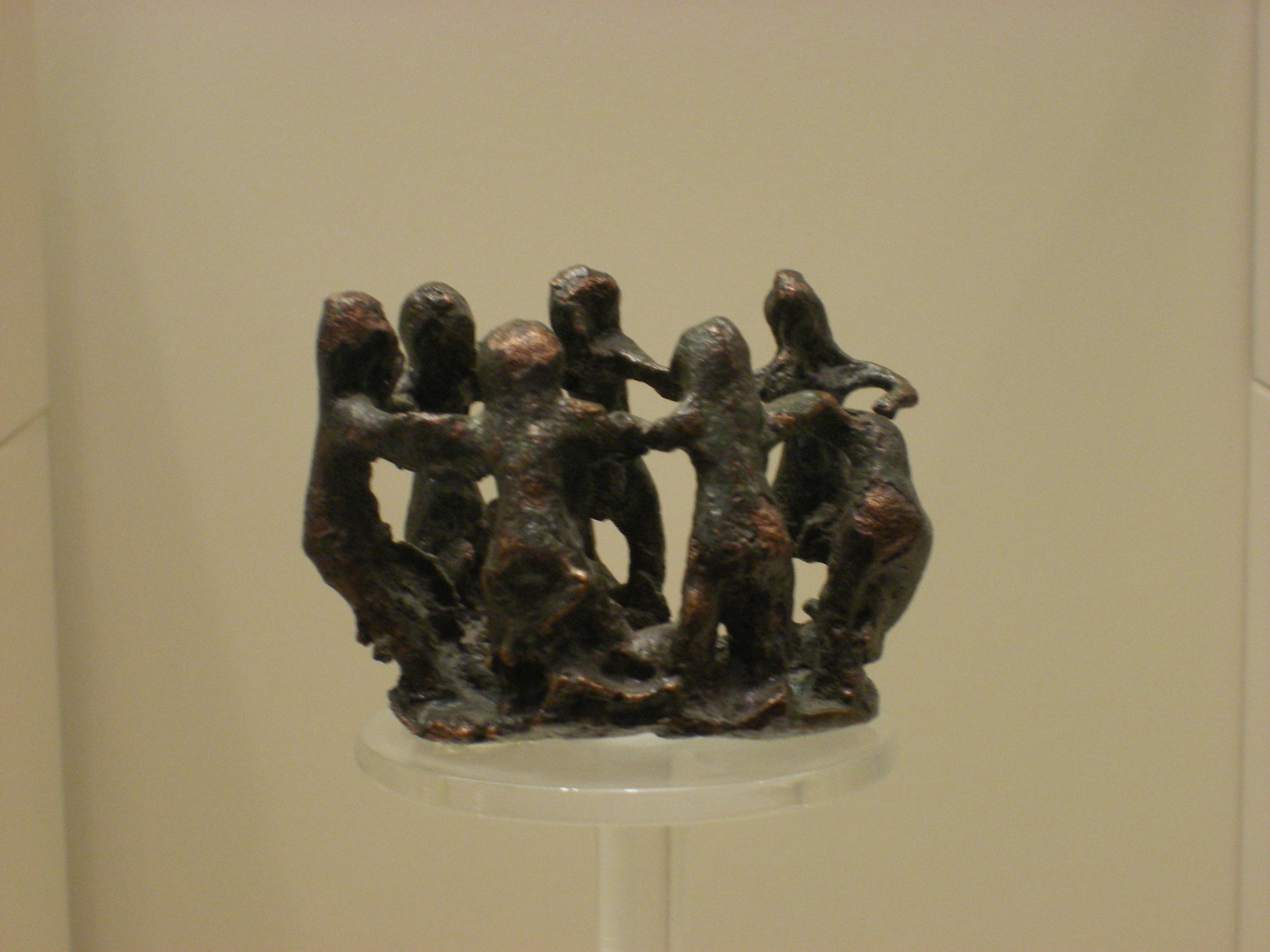
Grupo de siete mujeres desnudas bailando en círculo (¿ninfas?), ofrenda a Zeus, bronce (siglo VIII a. C.)
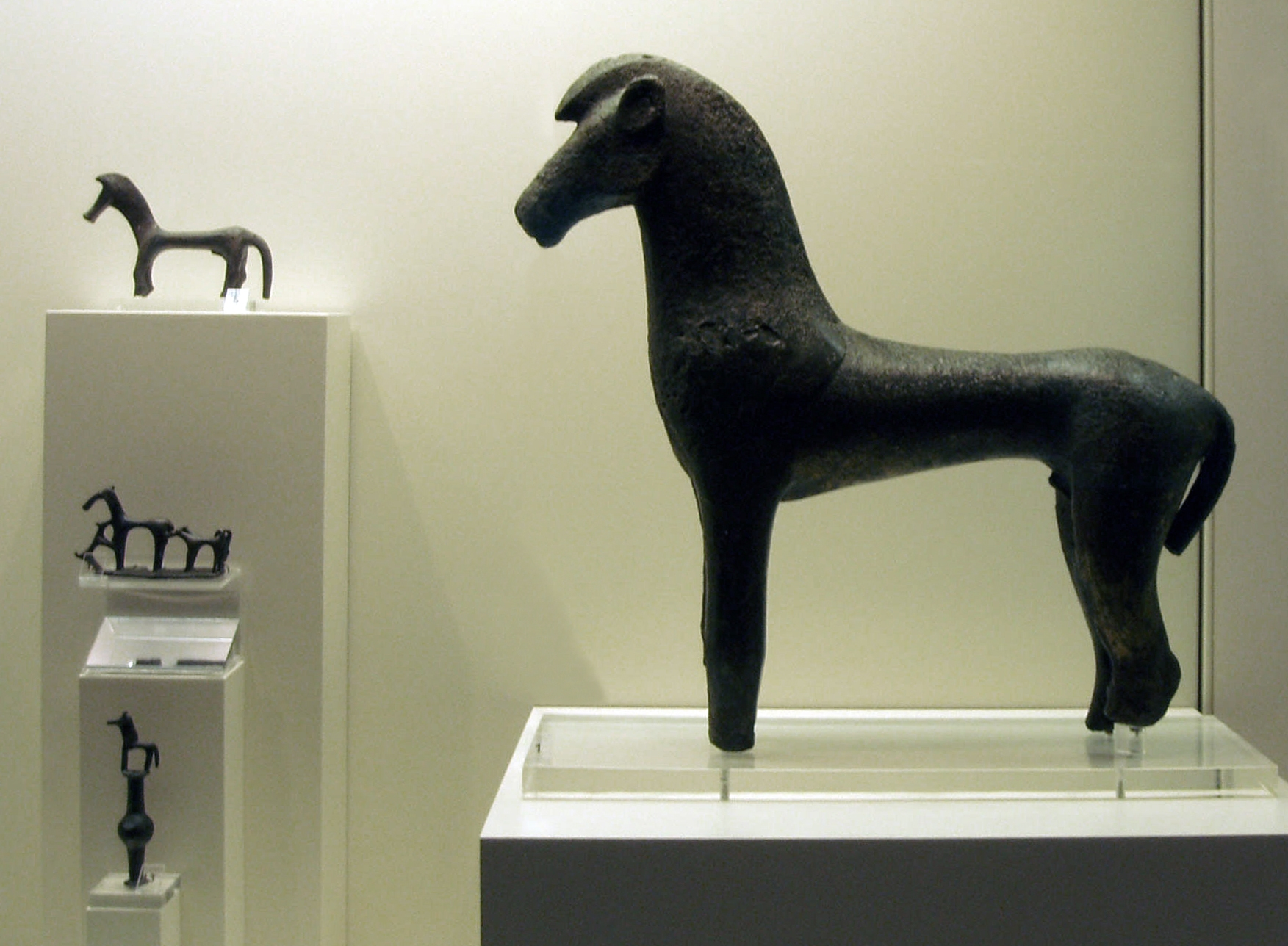
Estatuilla de caballo, ofrenda a Zeus, bronce (principios del siglo VII a. C.)
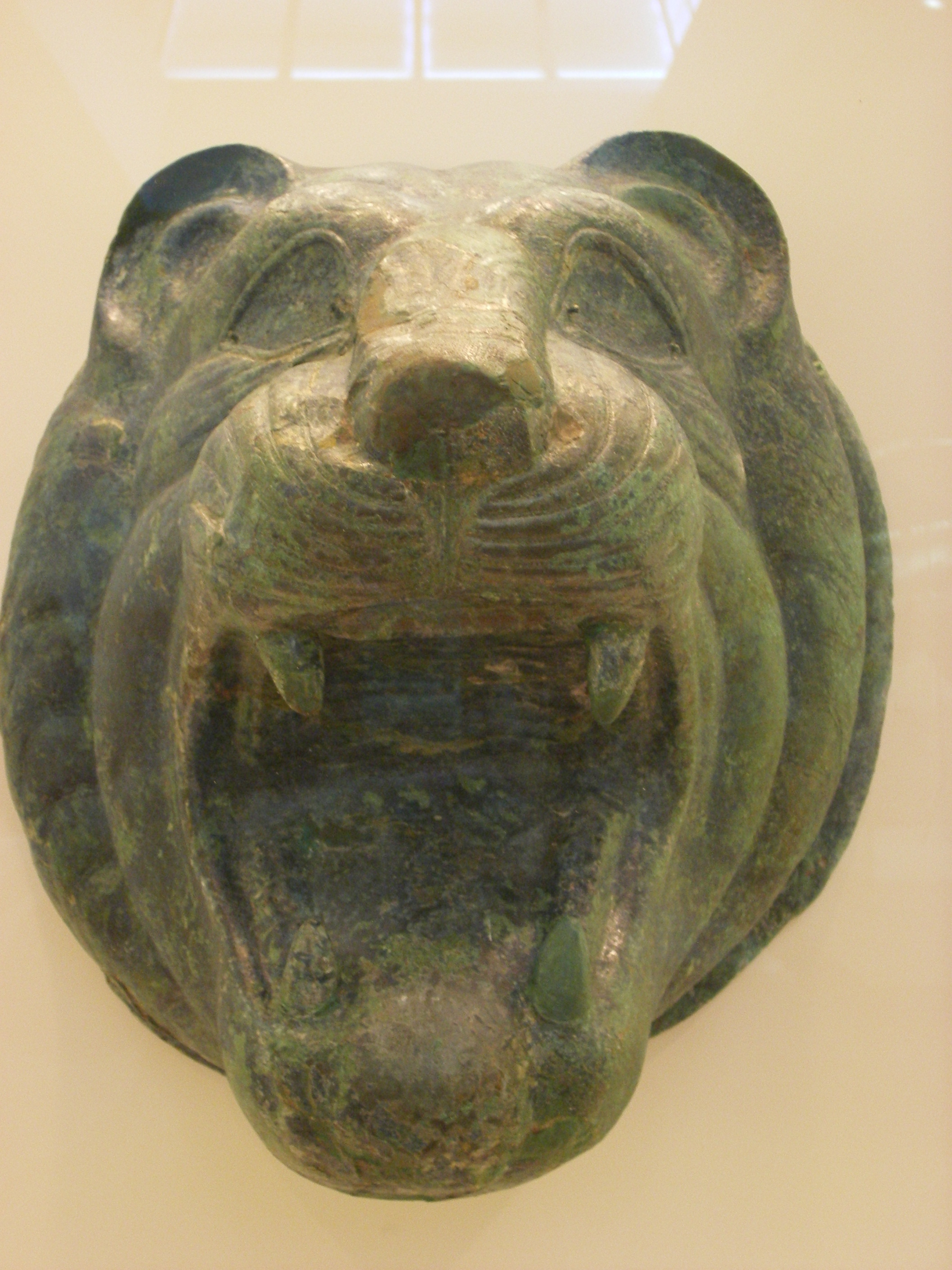
Cabeza de león en bronce. Tal vez fijada en un escudo o en un edificio. Importación oriental: neohitita (siglo VIII a. C.)

La Época Arcaica marca un primer apogeo del santuario  y los objetos de bronce de este periodo son muy abundantes: figuritas, placas, también armas y escudos —verdaderos u ofrendas en miniatura—. Los objetos de bronce amartillados presentes son reseñables por su rareza, como el genio femenino alado, del cual subsisten incluso los ojos. Hay placas de bronce que recubren objetos de madera, ya desaparecidos  como cofres o puertas. La placa amartillada y recortada que representa a un grifo alado amamantando a su cría es un ejemplar único. Las asas de los objetos usuales son cada vez más elaboradas: guerreros, ancianos apoyados en bastones (550 a. C.), korai (inicios del siglo V a. C.), esfinges opuestas en cada lado de una planta (570-560 a. C.), silenos alargados portando un cirio (530-520 a. C.).
Los guerreros o las ciudades vencedoras en combate consagraban a Zeus sus armas y armaduras, más bien armas y armaduras simbólicas, no todas a escala. A menudo eran grabadas con una incisión votiva con el nombre del donante o decoradas. Una coraza votiva (650-625 a. C.) encontrada en la orilla del río Alfeo, obra de un taller jonio, está decorada en primer plano con Zeus y Apolo con una cítara y, en segundo plano, detrás de Zeus, dos divinidades masculinas; detrás de Apolo dos figuras femeninas identificadas como las Musas o las vírgenes hiperbóreas, cuyo fondo es todo de plantas y animales fantásticos. Los escudos votivos llevan a menudo  Gorgonas con episema apotropaico. Se han encontrado cascos votivos en el sitio arqueológico por centenares, los más numerosos de los cuales son los de tipo corintio, seguidos por los ilirios y finalmente los calcídicos.

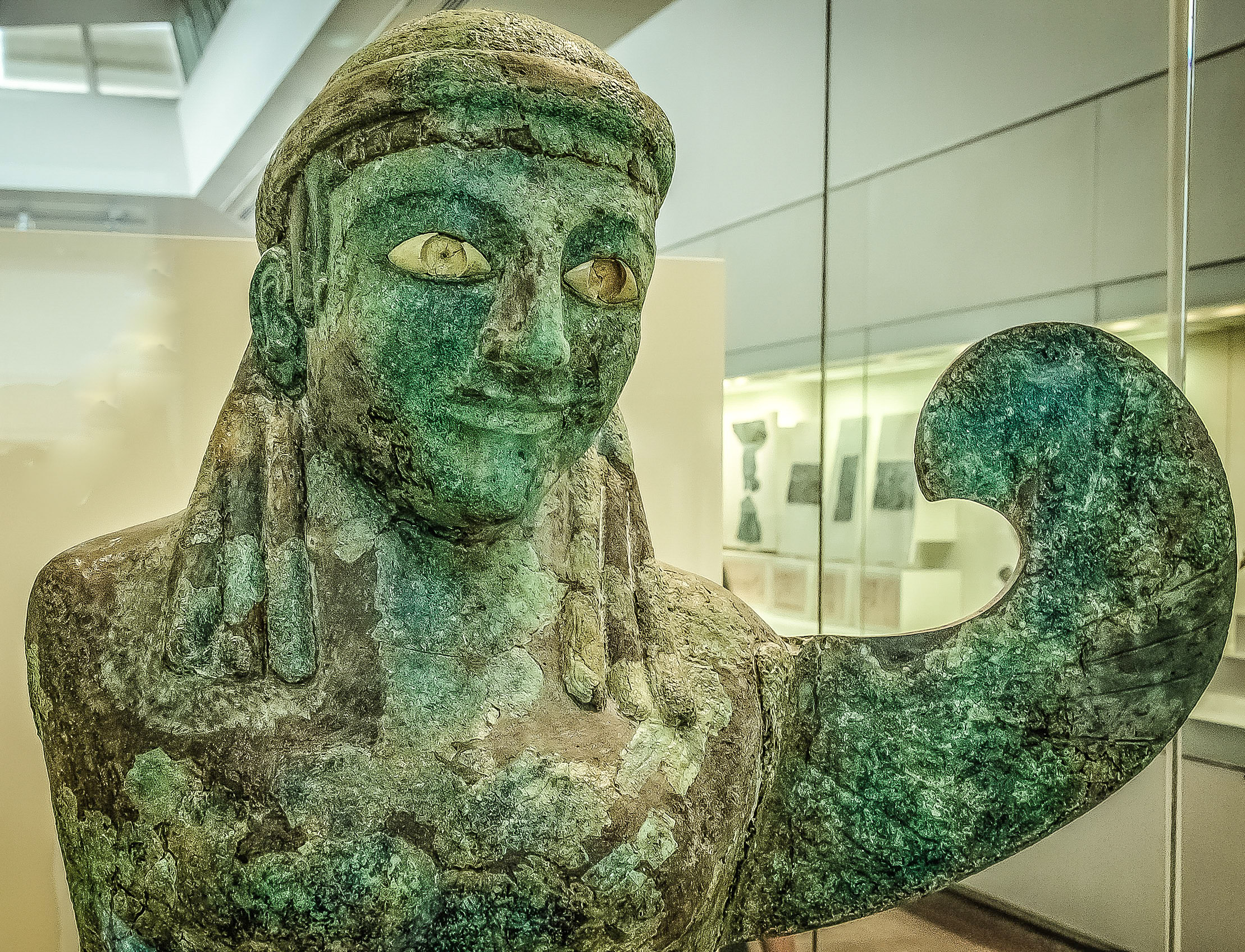
Genio femenino alado, bronce amartillado, ojos de hueso (590-580 a. C.)
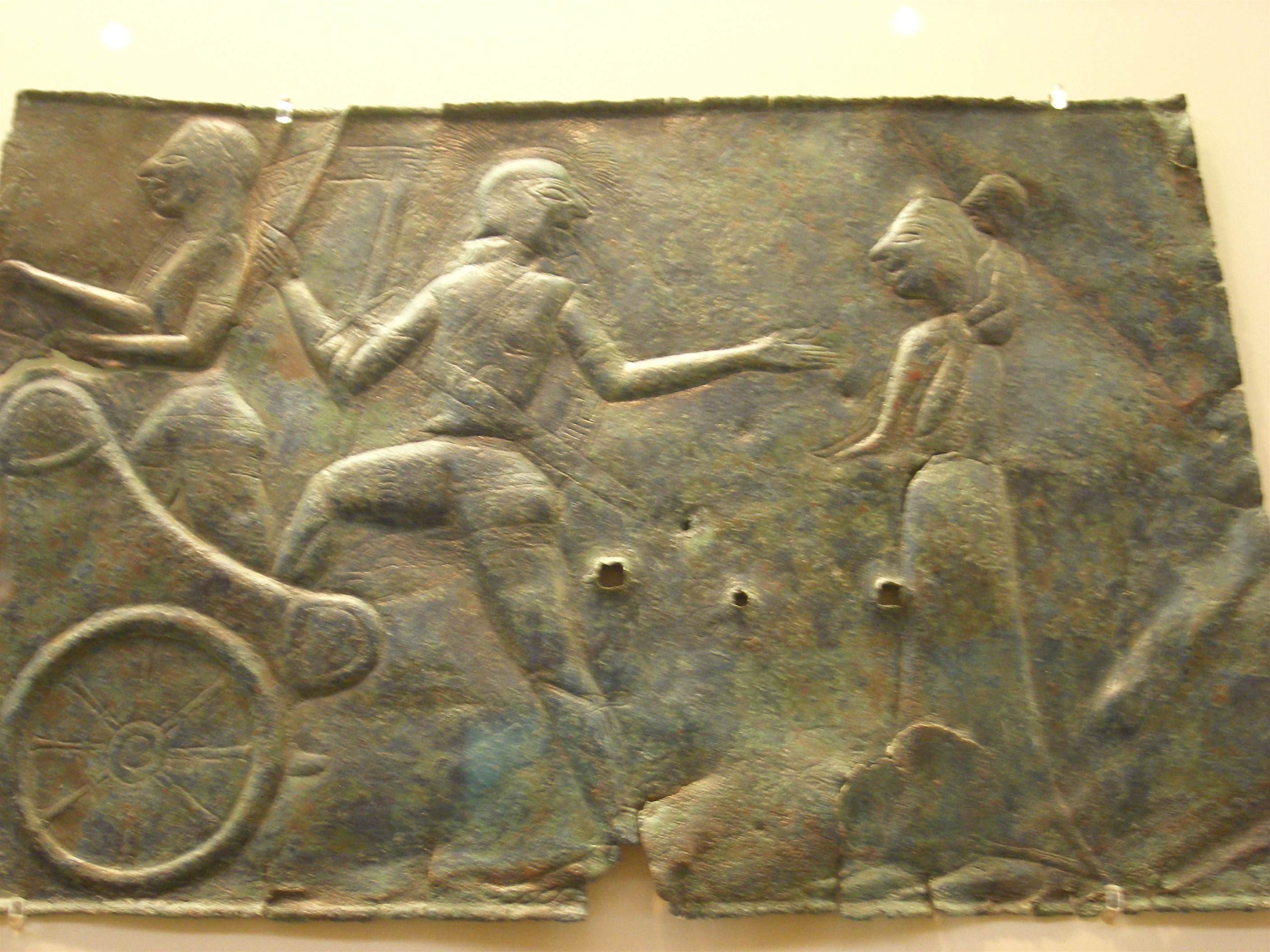
Placa de bronce amartillada. Escena de partida de un guerrero  (quizá Anfiarao). Taller de Jonia (Asia Menor) (580 a. C.)
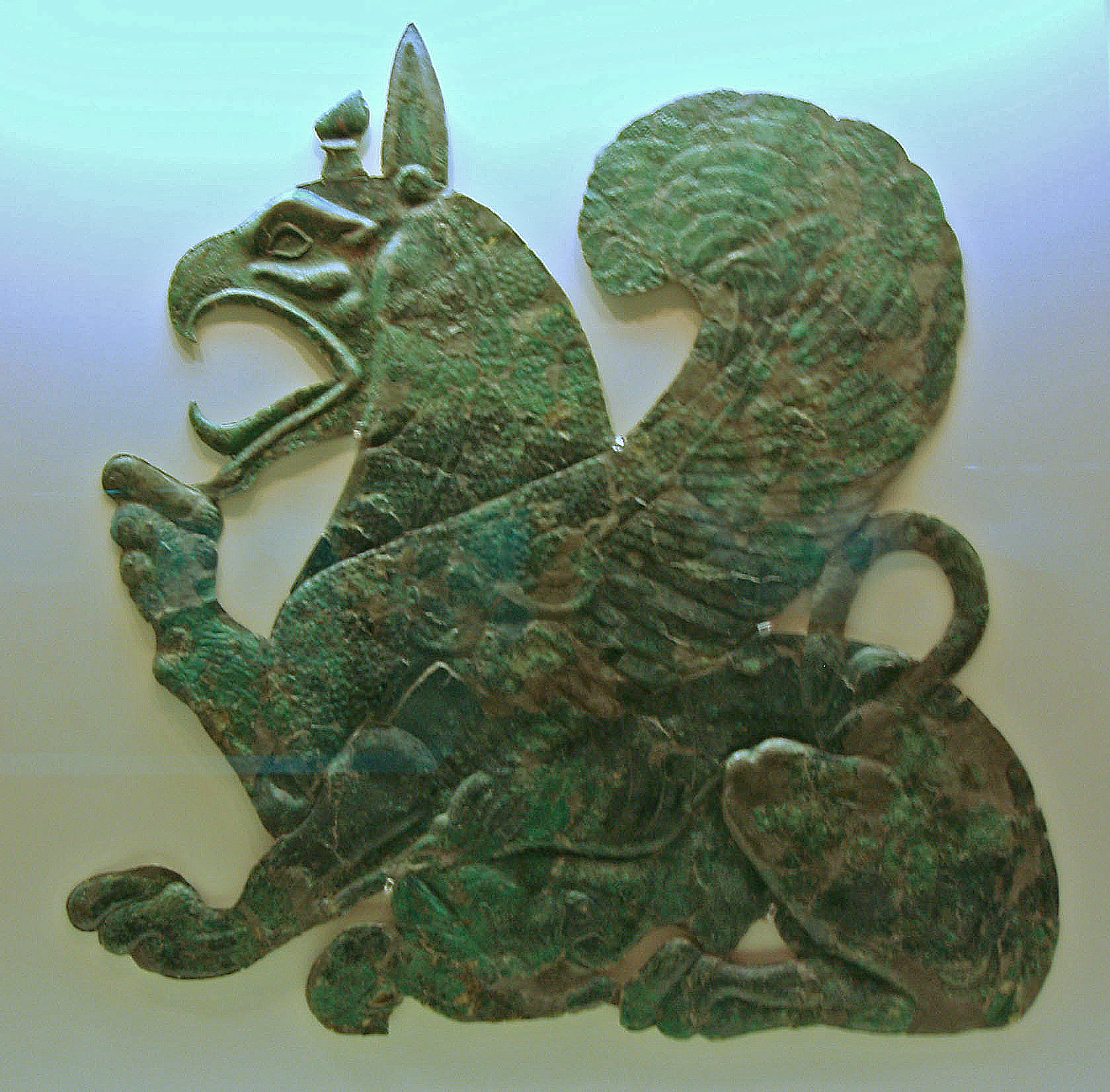
Placa de bronce amartillada y recortada. Grifo amamantando a su cría. Taller corintio. (630-620 a. C.)
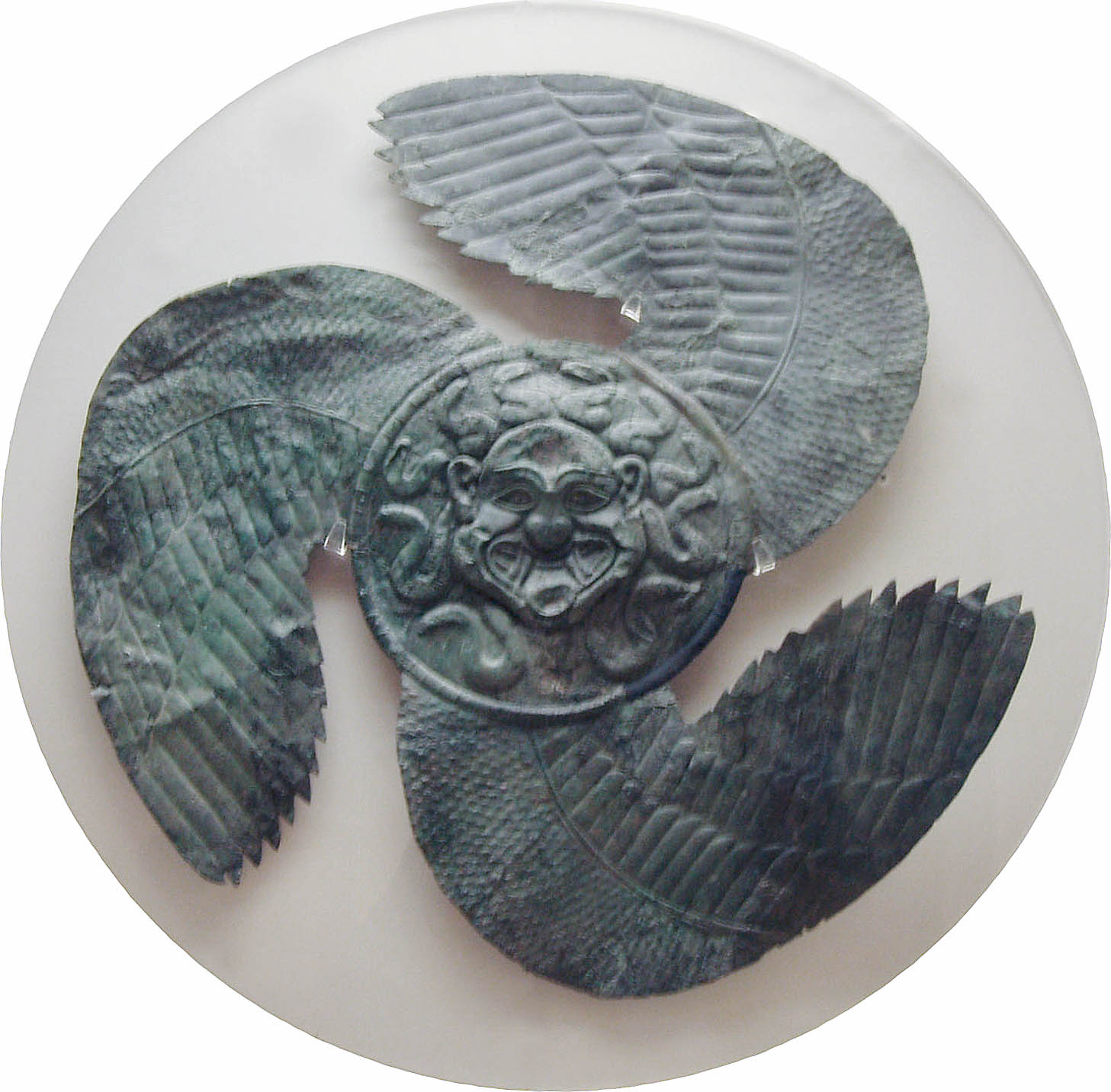
Episema de bronce amartillado de un escudo votivo. Decoración con gorgona rodeada de tres alas. (Primera mitad del siglo VI a. C.)
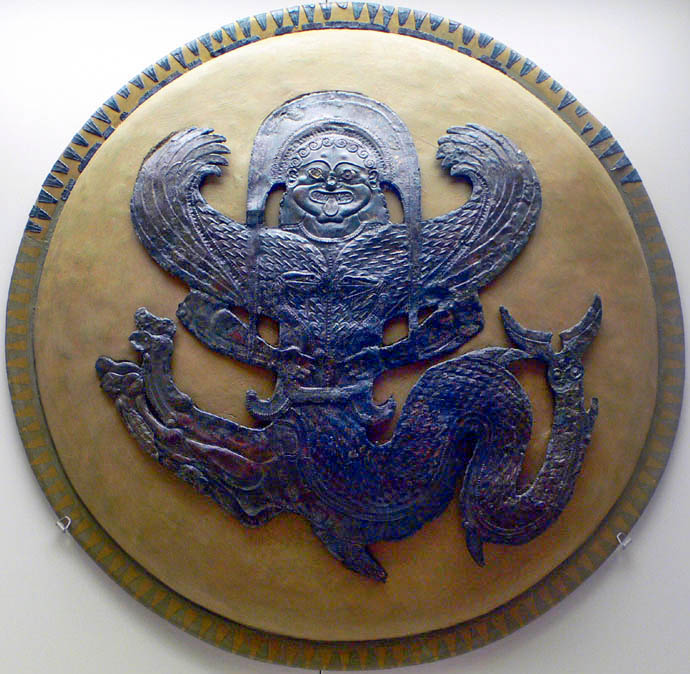
Episema de bronce de un escudo votivo, decoración repujada. Gorgona alada con parte de león y con cola de pez. (Segunda mitad del siglo VI a. C.)
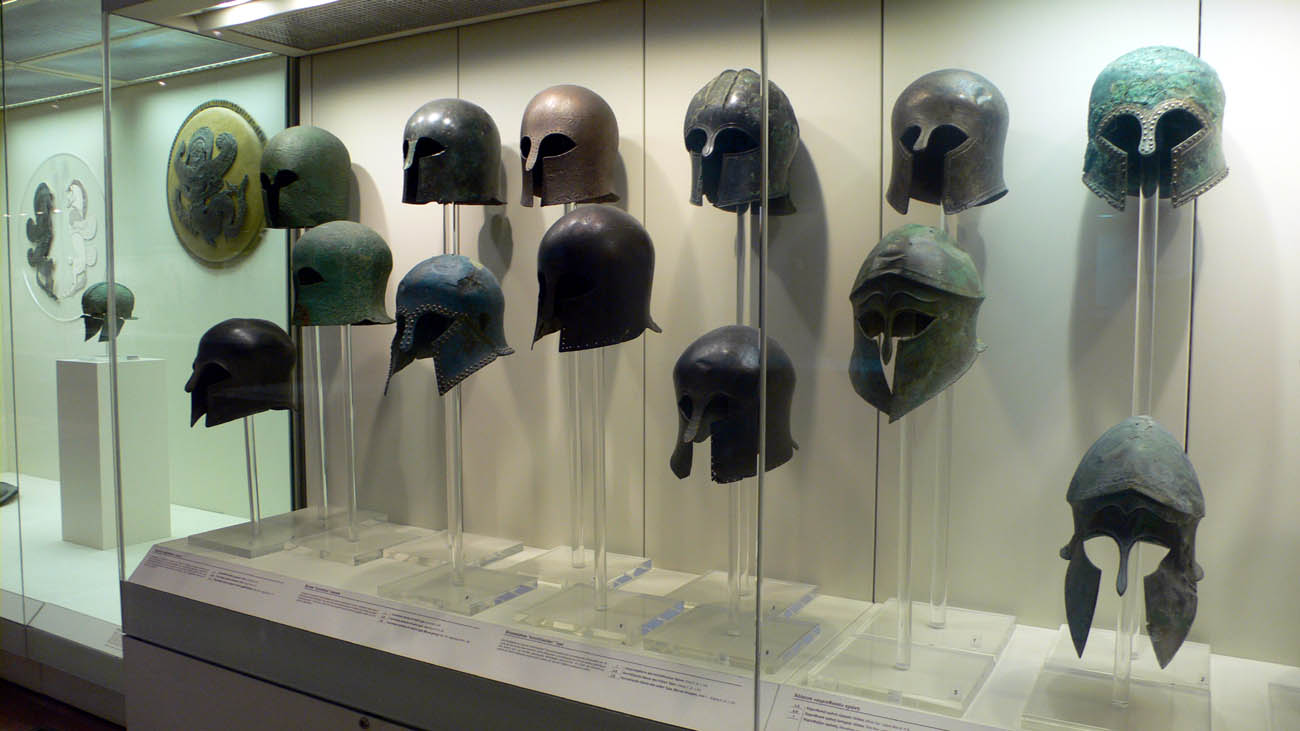
Vitrina de cascos de tipo corintio, de bronce, arcaicos.
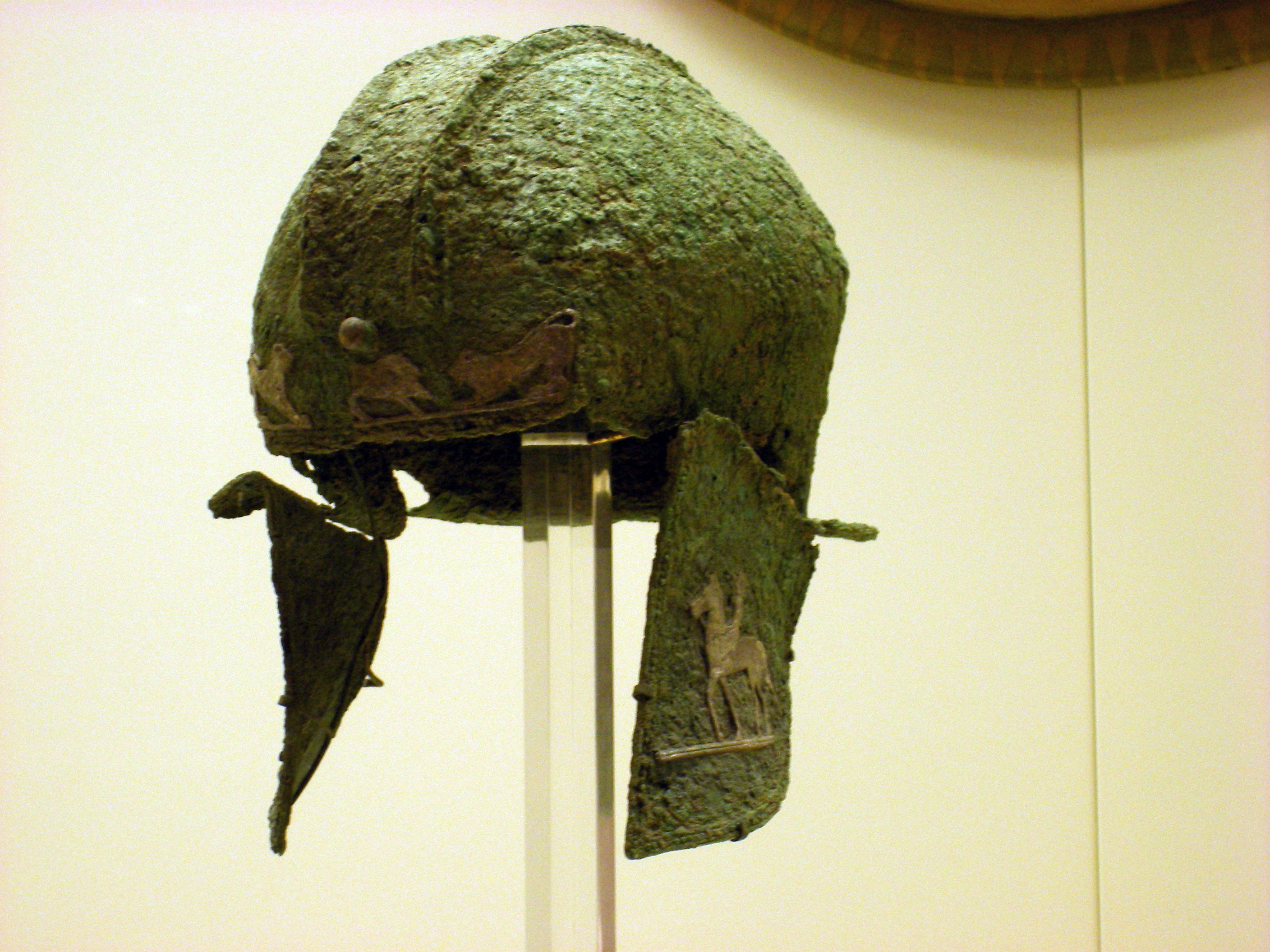
Casco de bronce de tipo «ilirio» con decoración aplicada en hoja de plata (530 a. C.)

La sala expone además la acrótera central de terracota del templo de Hera, ya restaurada. Las interpretaciones sobre esta divergen, aunque la más común es que simbolizaría el astro solar. Una cabeza monumental de la diosa, de estuco, podría provenir también del templo, puesto que ha sido descubierta en las proximidades. Obra de un taller peloponesio hacia el año 600 a. C., es característica de la escultura arcaica, con la típica sonrisa arcaica y los ojos almendrados. Algunas interpretaciones dicen que provendría de un grupo votivo de Zeus y Hera originario del interior del propio templo; otras proponen que se trataría de la cabeza de una esfinge.

### Sala 3. Periodo arcaico tardío y escultura arquitectónica
En esta pequeña sala 3, la última a la derecha, se exponen principalmente objetos de terracota: vasos de producción local o laconia y además fragmentos de cornisas y de frontones con los colores conservados, que provienen de los tesoros de Megara y de Gela sobre todo. Se pueden ver también joyas de bronce. Todos estos objetos datan de finales de la época arcaica e inicios de la época clásica. En medio de la sala un león, obra de un taller corintio, es uno de los primeros ejemplos de escultura monumental (c. 680-670 a. C.). El muro sur de esta estancia propone la restauración del entablamento de uno de los dos únicos tesoros que han sido identificados en el sitio arqueológico; el de Megara, gracias a una inscripción de época romana en el arquitrabe. El frontón mide 5,70 m de largo y 0,75 m de alto. Representa una  gigantomaquia, con una sola de las doce figuras de que consta, un gigante en bastante buen estado de conservación. No obstante, se adivinan a  Zeus, Atenea, Heracles, Poseidón y Ares. Serpientes y monstruos marinos completan la decoración en los ángulos.

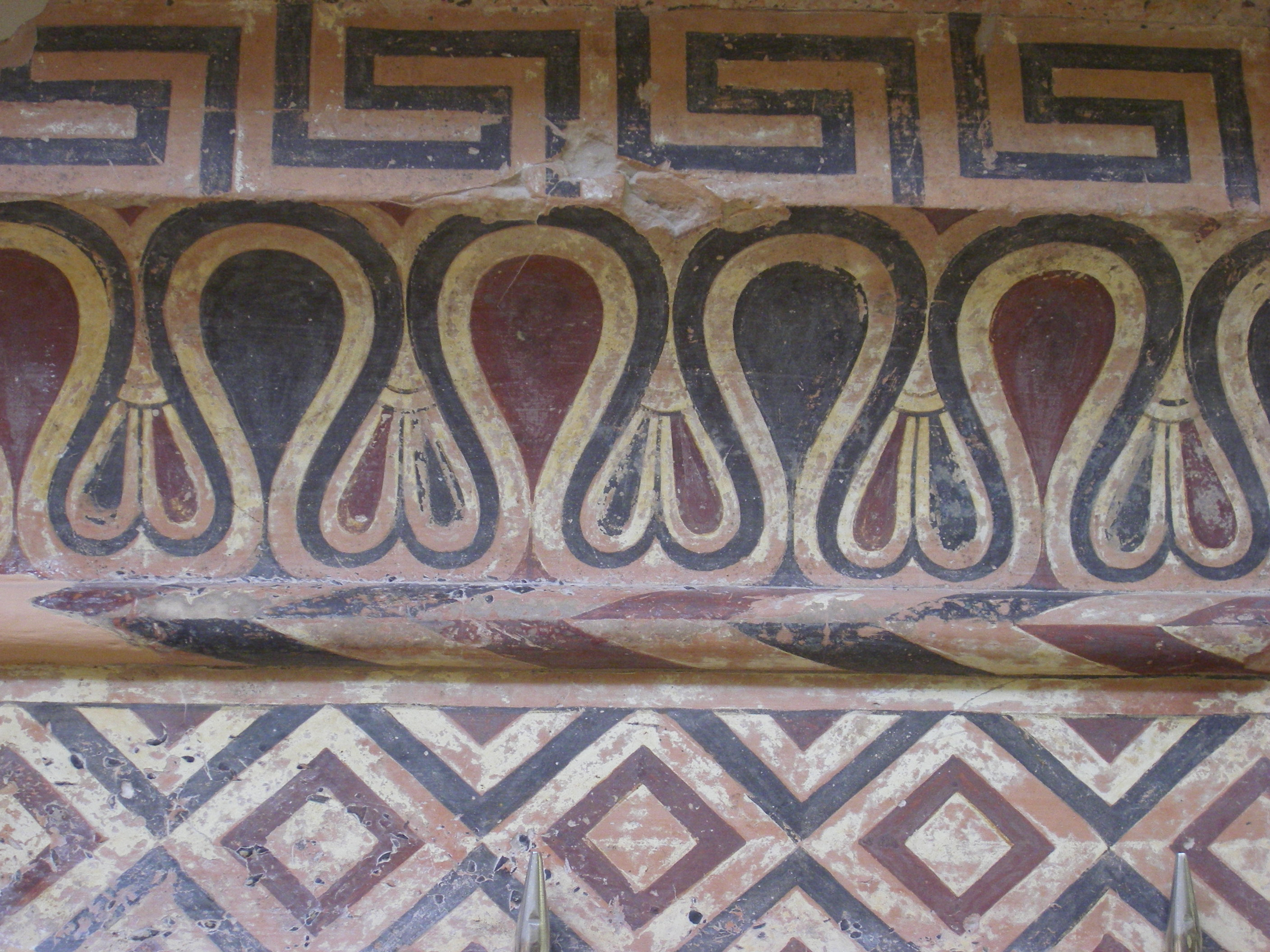
Detalle de la decoración en terracota del frontón del Tesoro de Gela. Segunda mitad del siglo VI a. C.
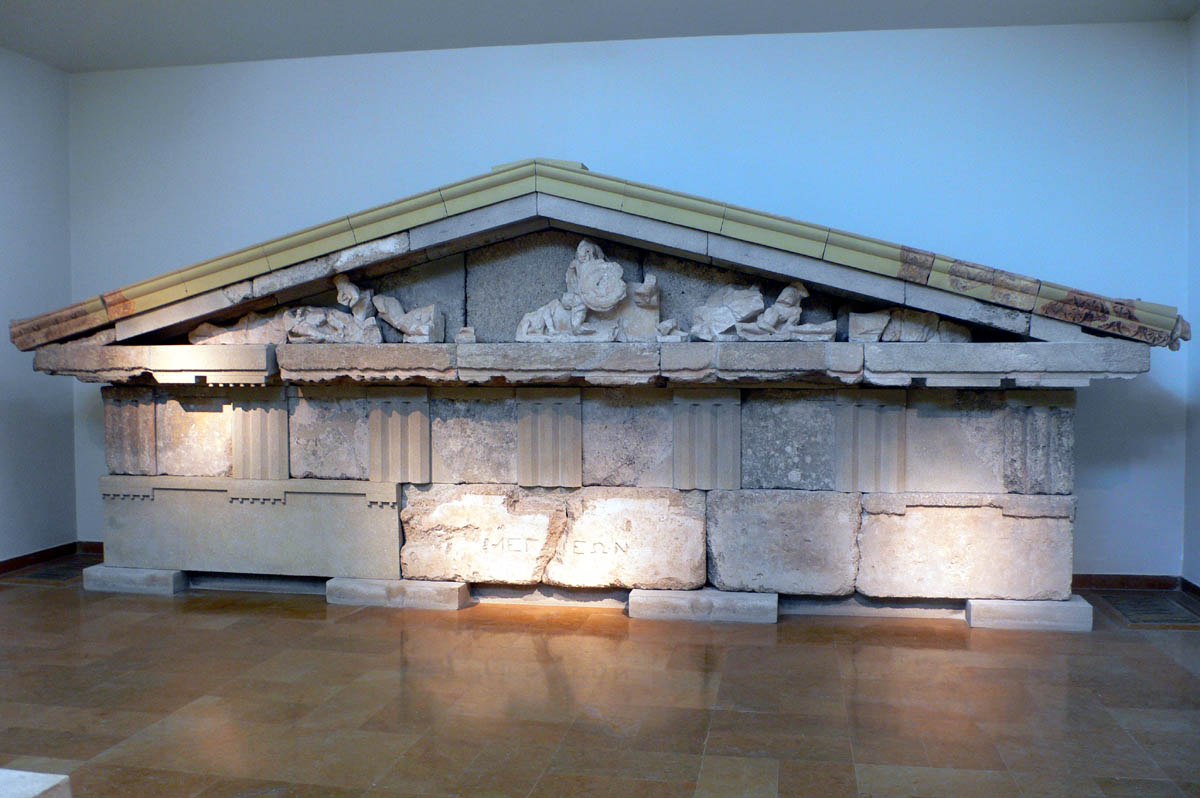
Restauración del entablamento (frontón y friso) del Tesoro de Megara. Hacia 520 a. C.

### Sala 4. Terracotas monumentales
Esta sala alberga ejemplos muy raros debido a su fragilidad de estatuaria monumental en terracota. El grupo escultórico más célebre es el de Zeus raptando a Ganimedes, representativo del estilo severo, obra de un taller corintio (480-470 a. C.), en el que Zeus luce la «sonrisa arcaica» y su mirada es expresiva. Debió ser la acrótera central de uno de los tesoros. También se exponen otras acróteras de otros tesoros: un delfín saltando sobre las olas (hacia 400 a. C.), un león sentado (mediados del siglo V a. C.) o una cabeza de Atenea, con los ojos almendrados, tocada con un casco ático y una corona ornada con flores de loto (hacia 490 a. C.). Se exhiben también objetos de bronce. Los cascos de Milcíades y Hierón I fueron consagrados a Zeus por sus respectivos propietarios. Milcíades ofreció el casco que llevaba durante la batalla de Maratón (490 a. C.), el cual fue encontrado en el terraplén sur del estadio. Al lado se expone un casco asirio, botín de esta misma batalla y consagrado por los atenienses. El casco ofrecido por Hierón celebra su victoria contra los etruscos en la batalla de Cumas (474 a. C.); un casco con una inscripción similar se halla en el Museo Británico. Una cabeza de ariete de bronce encontrado cerca del muro oeste del estadio es el único ejemplar antiguo, data de la primera mitad del siglo V a. C. y está decorado con una cabeza de carnero.

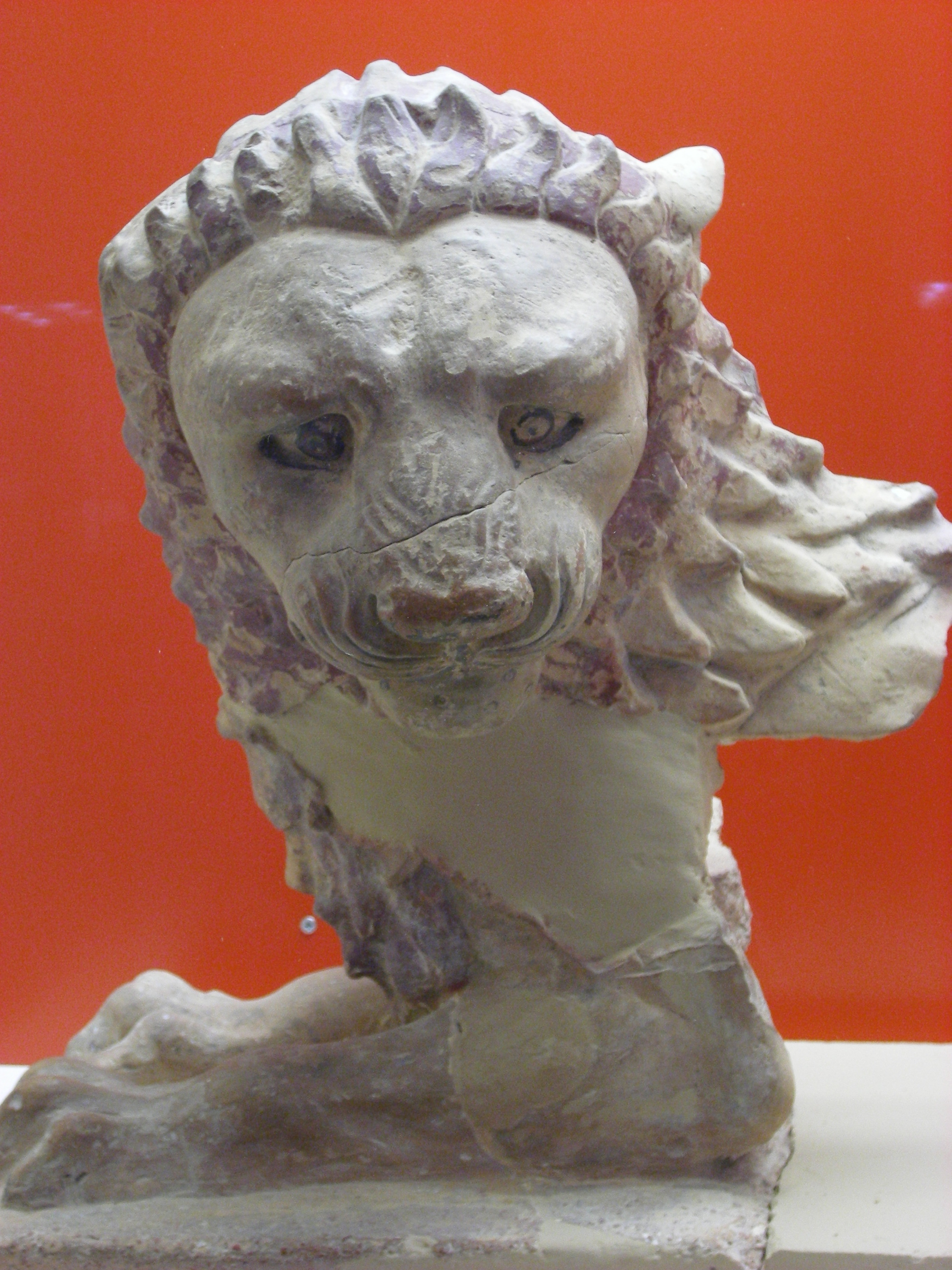
León de terracota. Probablemente acrótera de un tesoro. Mitad del siglo V a. C.
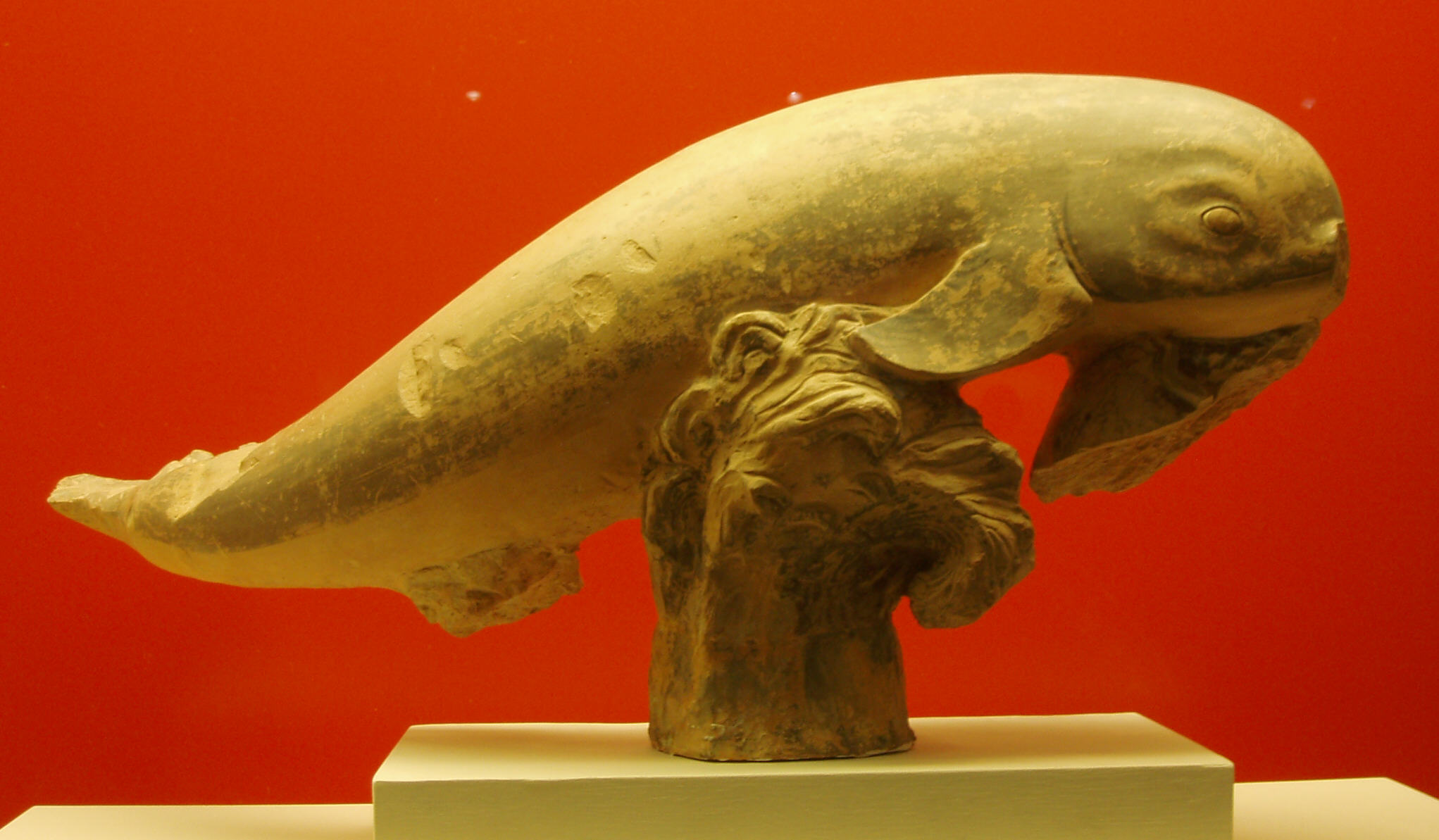
Fragmento de terracota con forma de delfín saltando sobre las olas. Probablemente acrótera de un tesoro. 400 a. C.
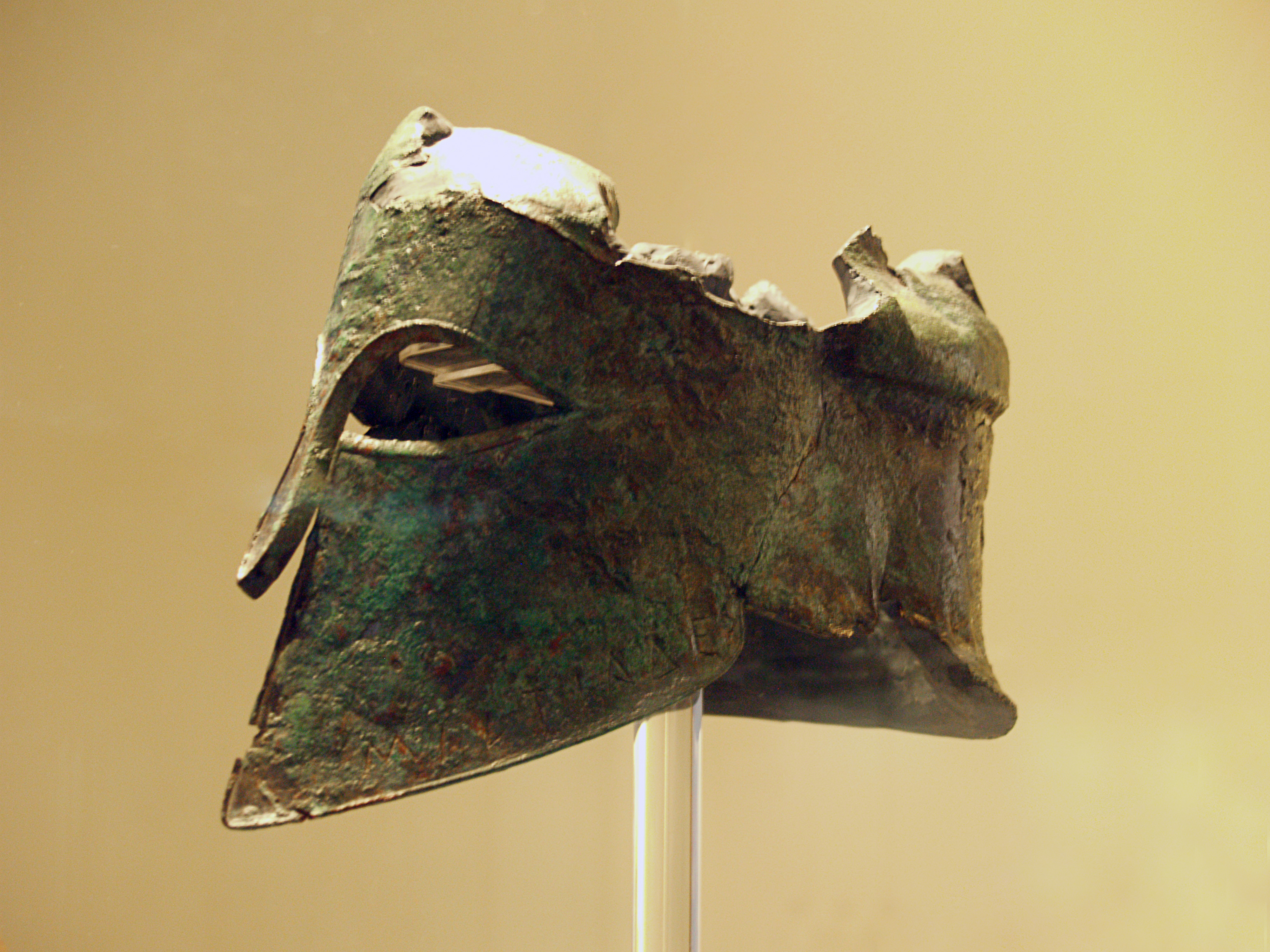
Casco de Milcíades hacia 490 a. C.
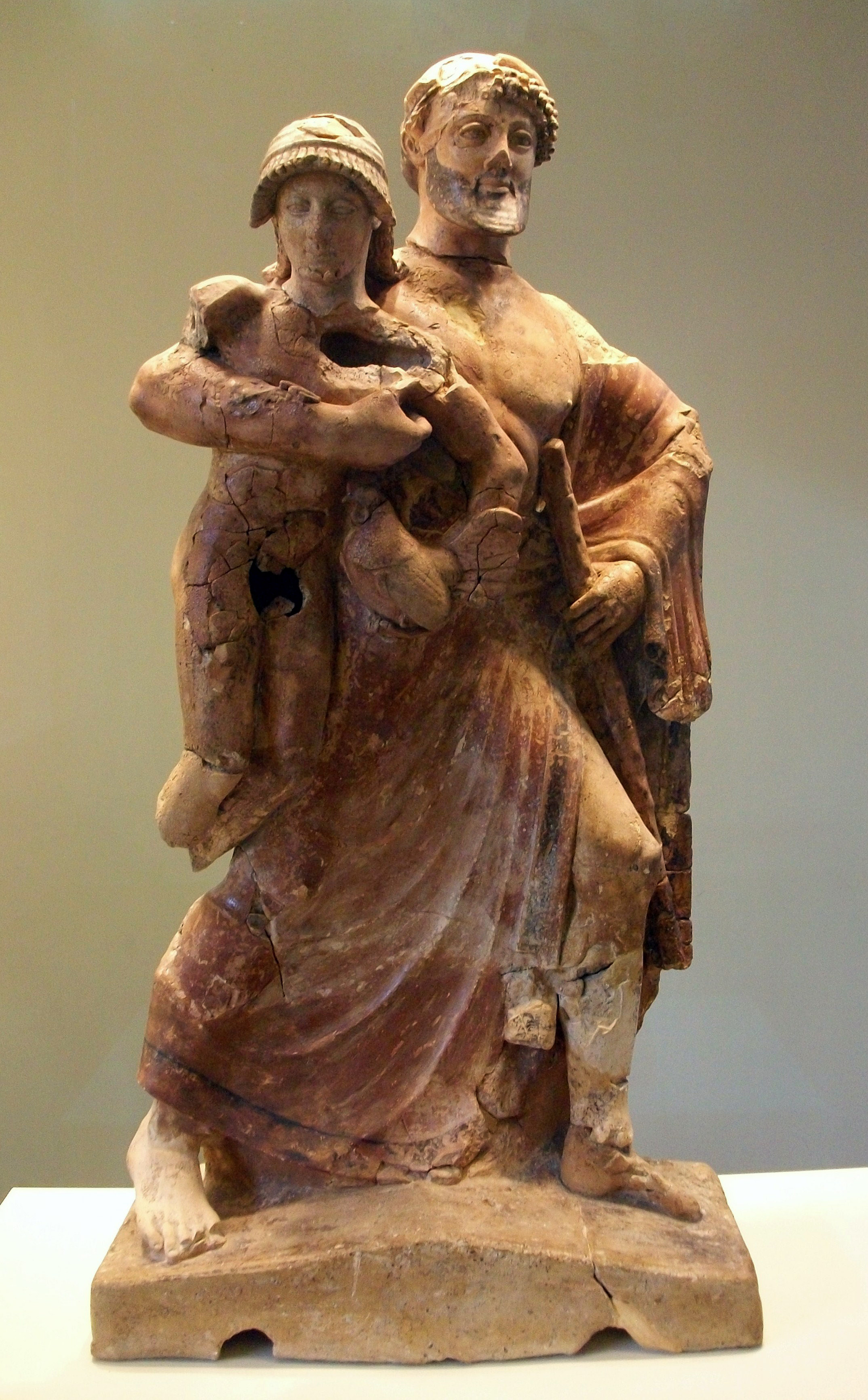
Zeus raptando a Ganimedes. Terracota policromada de 1,1 m de altura. 480-470 a. C.

### Sala central. Frontones y metopas del Templo de Zeus
La sala central se dedica a la exposición de algunas de las más grandes obras del arte griego, los frontones —42 estatuas en total de estilo severo— y metopas del Templo de Zeus de Olimpia.
El frontón este se dispone a la izquierda entrando desde el vestíbulo y representa los preparativos de la carrera de carros entre Pélope y Enómao. El frontón oeste representa el combate entre los centauros y los lápitas, bajo la mirada de Apolo, figura central. Todas las estatuas son de mármol pario, salvo la del frontón oeste, cuyas figuras son de mármol pentélico, signo de una restauración durante la antigüedad visible en una mujer en el rincón derecho —sustituida en el siglo IV a. C.— y las dos mujeres en el rincón derecho —sustituidas en el siglo I—. Diversas trazas de color muestran que los frontones estaban policromados.
Los frontones fueron esculpidos al final de la construcción del templo, alrededor de 457 o 456 a. C., siendo por tanto las primeras obras del periodo clásico del arte griego. Pausanias, a través del cual nos ha llegado una completa descripción del templo, atribuyó el frontón oriental a Peonio y el occidental a Alcámenes, pero modernas investigaciones consideran improbables estas atribuciones y consideran que fue obra de un único autor llamado genéricamente Maestro de Olimpia.

#### Frontón oriental
Este frontón, que data de 470-456 a. C., tiene una longitud de 26,39 m y una altura de 3,15 m en su punto máximo. El frontón dataría de mediados del siglo V a. C. Las estatuas, Ninguna de las estatuas está completa, tienen una escala 1,5 y son todas de bulto redondo, excepto tres caballos. Ningún rastro de los carros, que fueron de bronce como las armas de los personajes, ha sido hallado, salvo el lugar en el que estaban unidos a los caballos. El emplazamiento de las figuras fue elegido en función del lugar en el que se encontraron durante las excavaciones, cuyas interpretaciones a veces son divergentes y contradictorias.
El frontón oriental está dedicado al mito de la carrera de carros entre Enómao y Pélope por la mano de la hija del primero, Hipodamía. Consta de veintiuna figuras, representando los momentos anteriores a la disputa de la carrera, y están distribuidas de manera simétrica alrededor de la figura central que representa a Zeus, árbitro de la carrera que va a tener lugar. A su derecha está el bando de Enómao en el que figuran Enómao, su mujer Estérope, su cuadriga, criados, uno de los cuales ha sido identificado como Mirtilo, auriga de Enómao, y finalmente en el ángulo del extremo una representación del río Alfeo. A la izquierda está el bando de Pélope, al que sigue Hipodamía, su cuadriga, criados y al final una representación del río Cládeo. Las reconstrucciones más recientes proponen a Zeus como figura central, con el rayo en la mano.

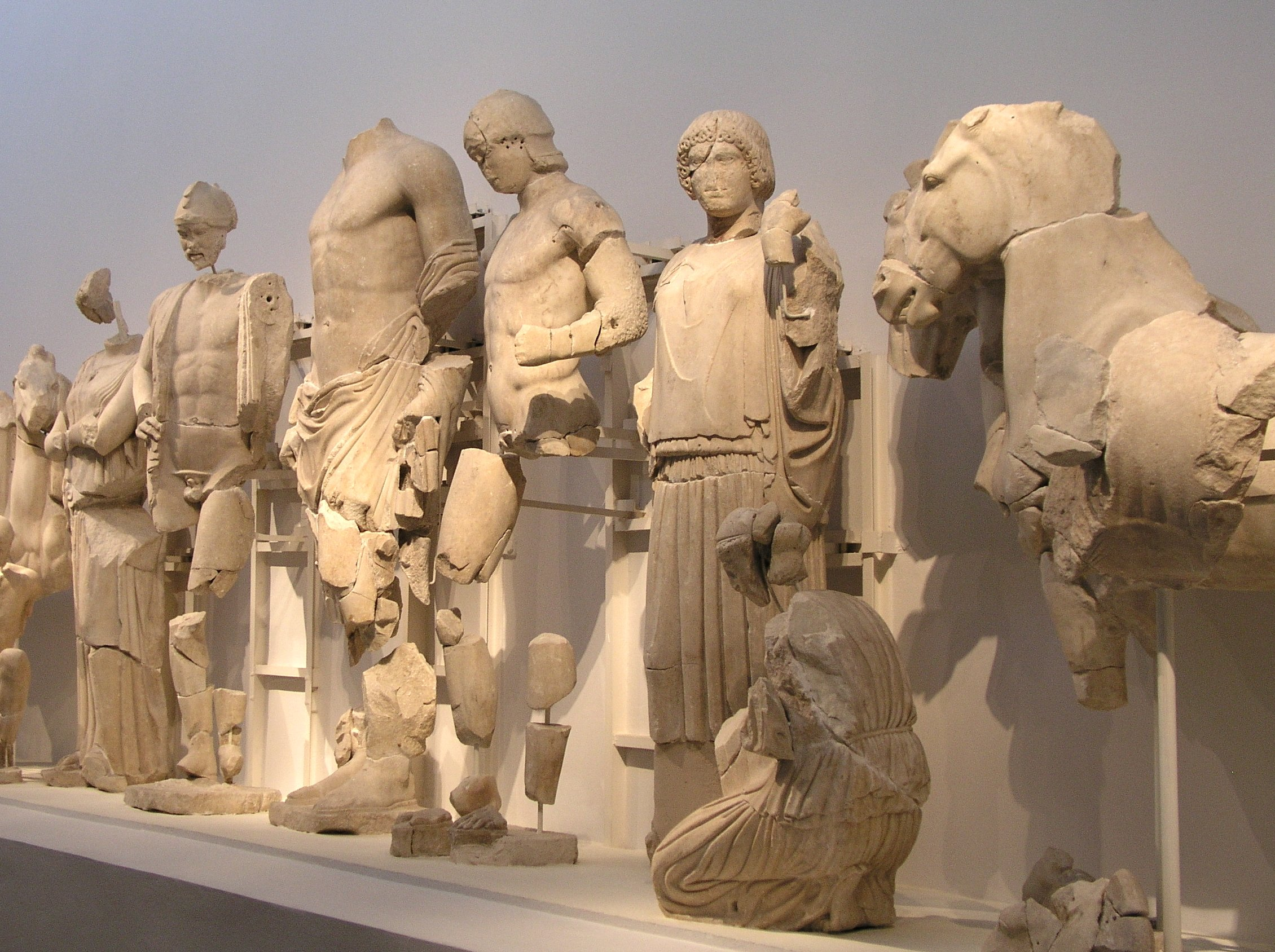
Vista del frontón oriental
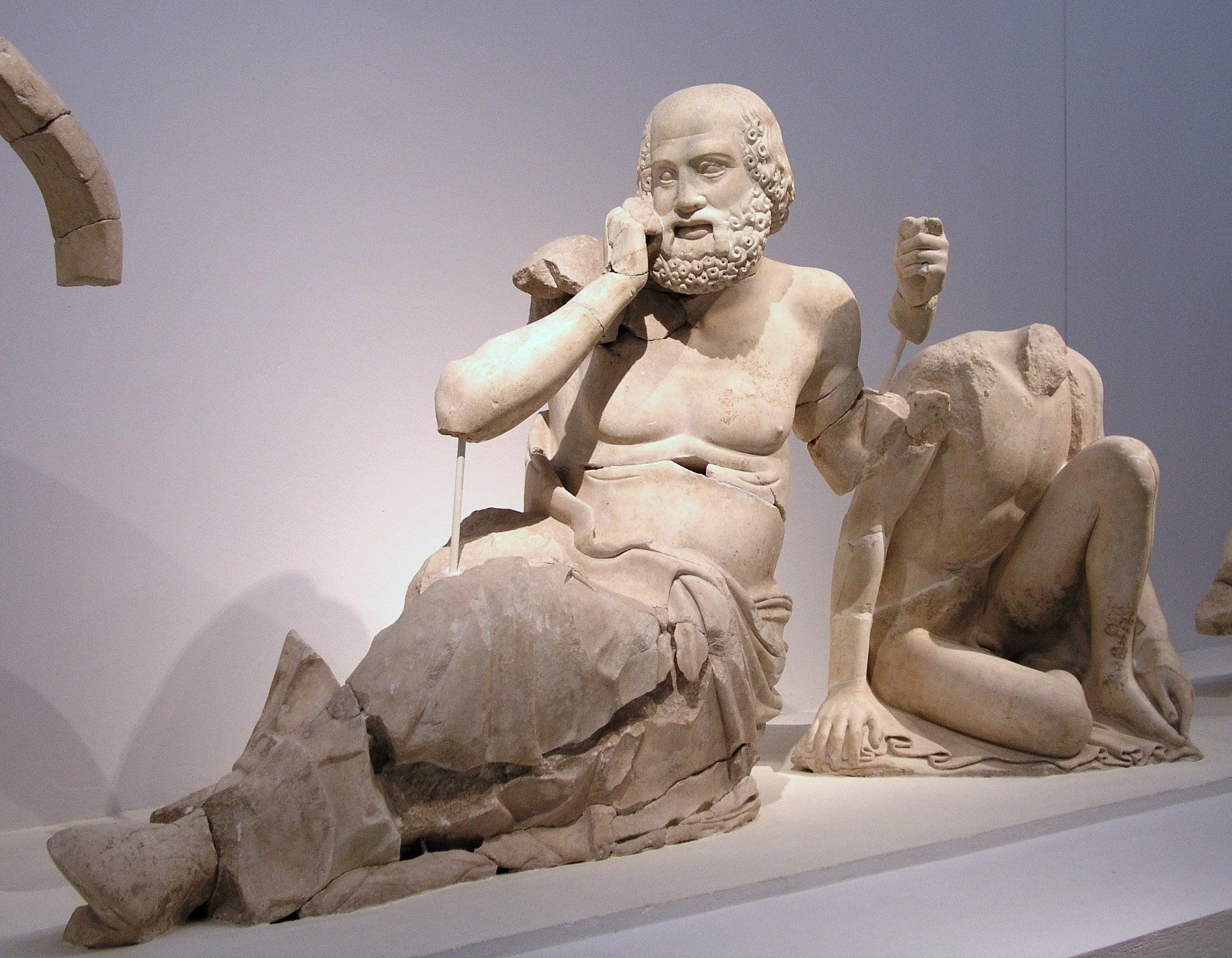
Figura de un augur o pensador en el lado de Pélope
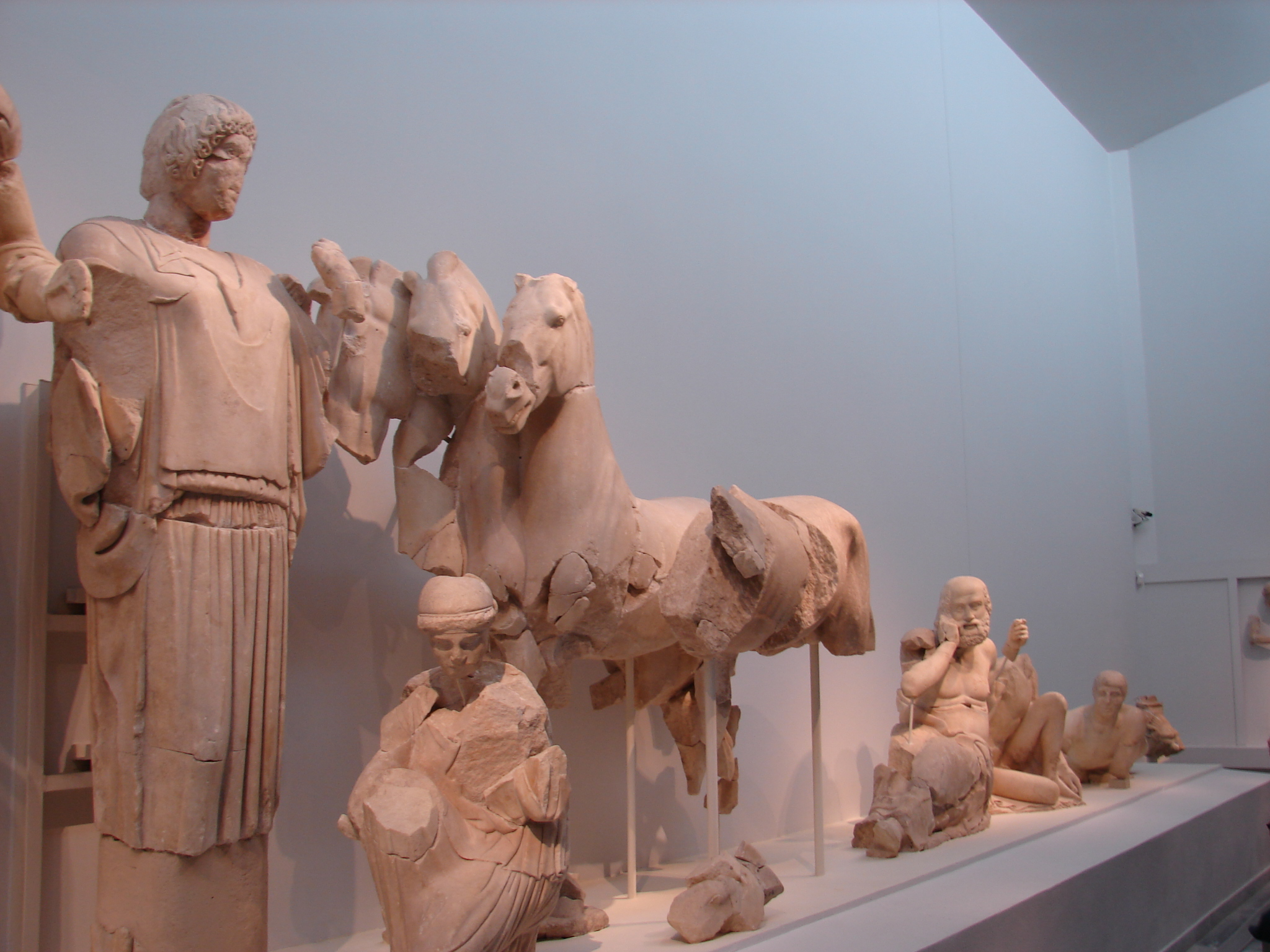
En primer término Hipodamía y cuadriga de Pélope
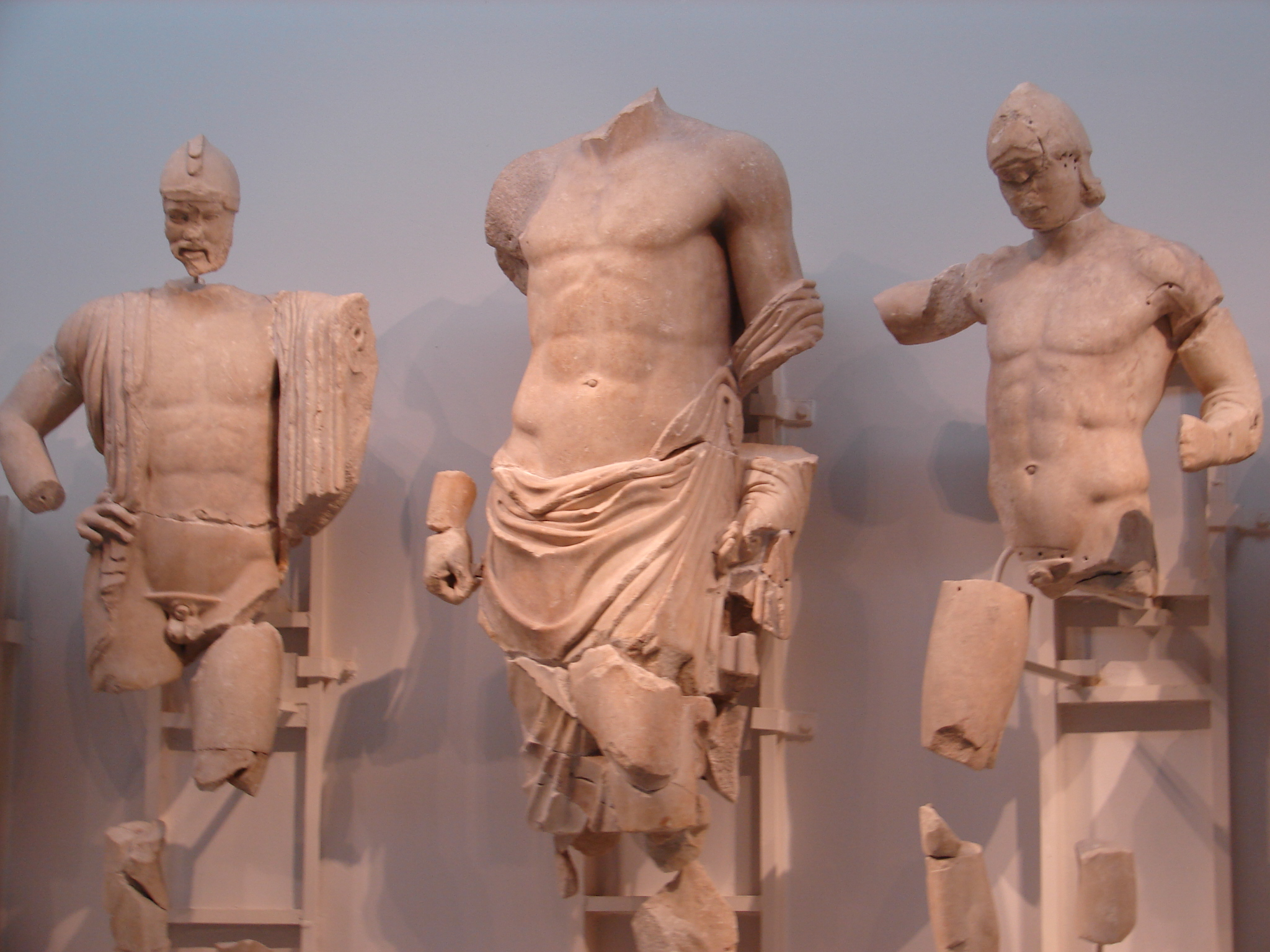
Enómao, Zeus y Pélope

#### Frontón occidental
El frontón occidental (470-456 a. C.) tiene unas dimensiones de 26,39 m de anchura por 3,17 m de altura en su punto más alto. Pausanias atribuye la autoría a Alcámenes. Está dedicado al mito de la lucha entre los lápitas de Pirítoo y los centauros de Euritión. Son igualmente veintiuna figuras distribuidas en grupos de centauros tratando de secuestrar a las mujeres lápitas mientras estas tratan de resistirse, alrededor de la figura central que representa a Apolo. En los extremos hay una serie de mujeres lápitas que asisten horrorizadas a la lucha. Los grupos más importantes son los que están alrededor de Apolo que representan, a su derecha, la lucha entre Euritión y Deidamía, recién desposada con Pirítoo, mientras este está detrás de ellos dispuesto a golpear a Euritión, y a su izquierda otra lucha entre un centauro y una mujer lápita, tras los cuales vemos a Teseo en postura semejante a la de Pirítoo. La imagen que representa a Apolo es la mejor conservada.

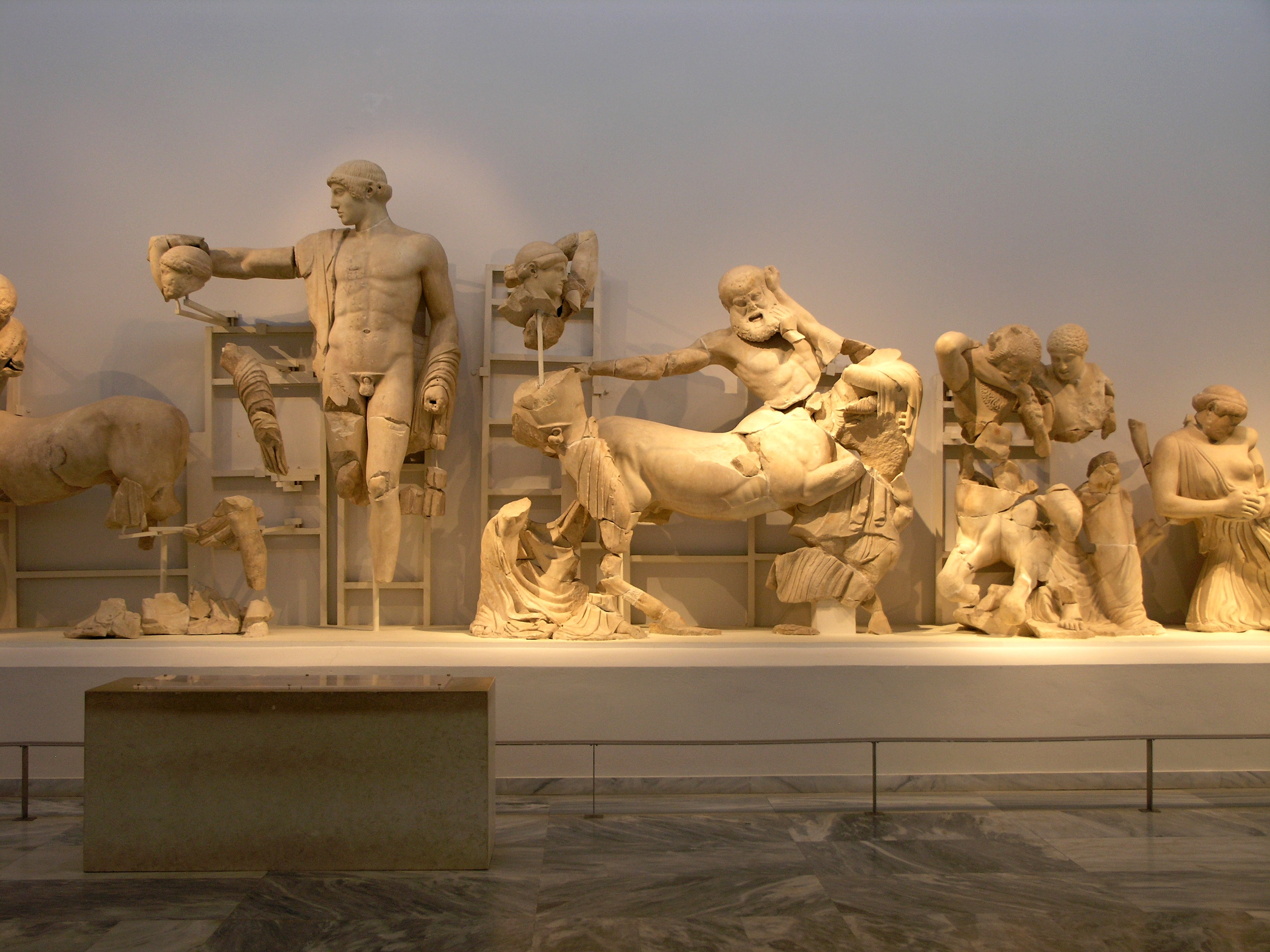
Parte central del frontón occidental
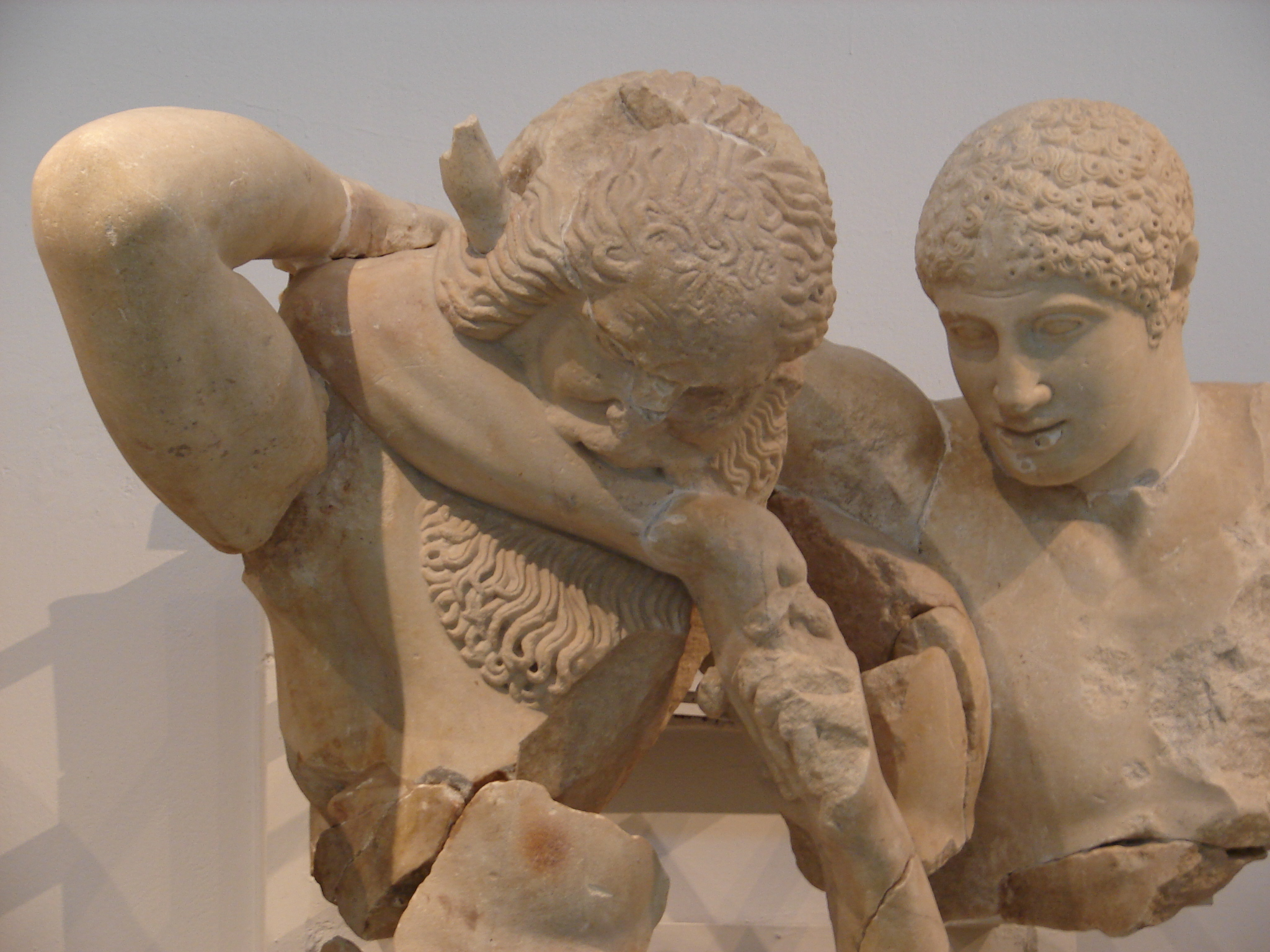
Detalle de una lucha entre centauros y lápitas
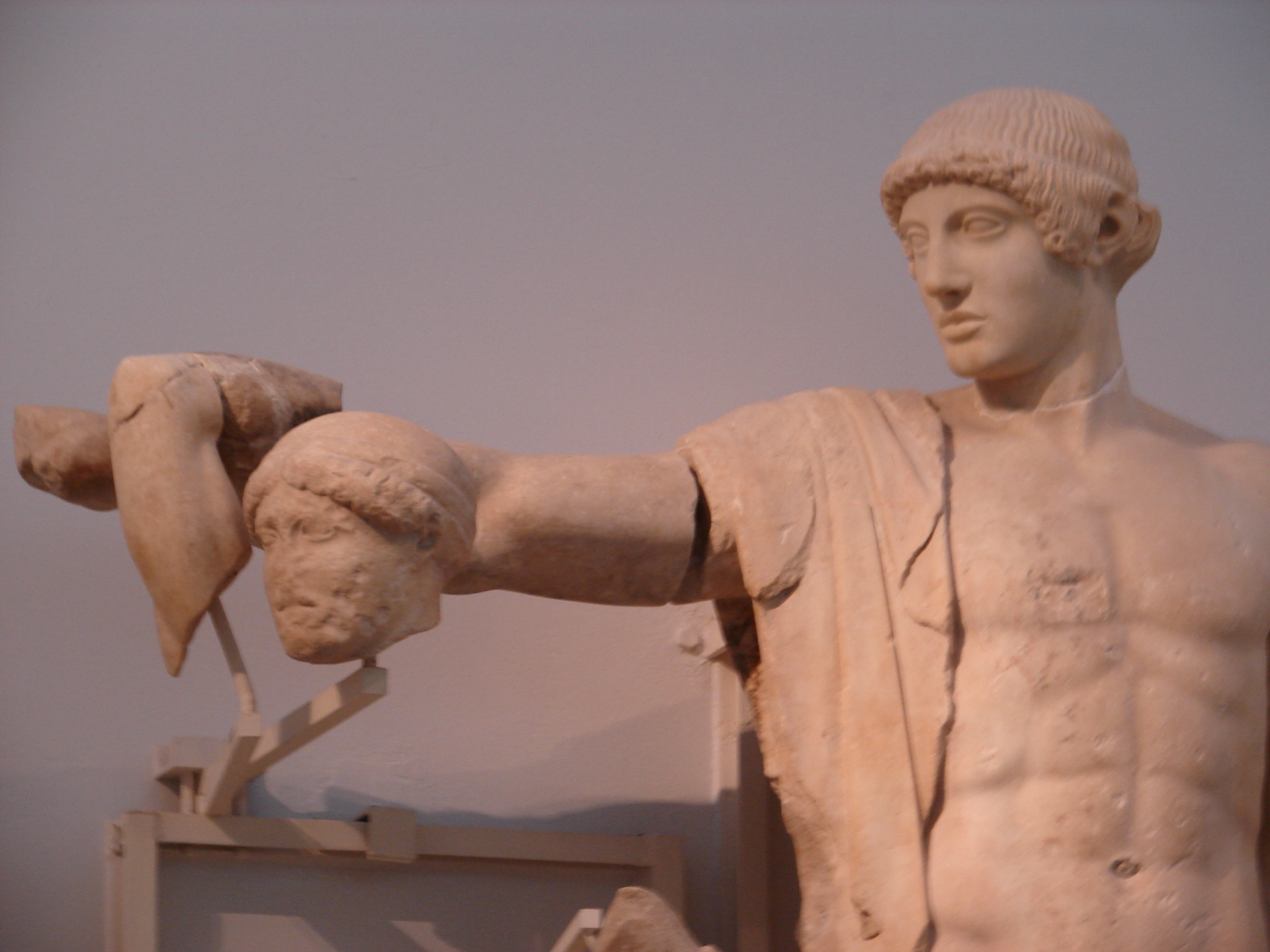
Figura de Apolo. Debajo de su brazo está la cabeza de Pirítoo
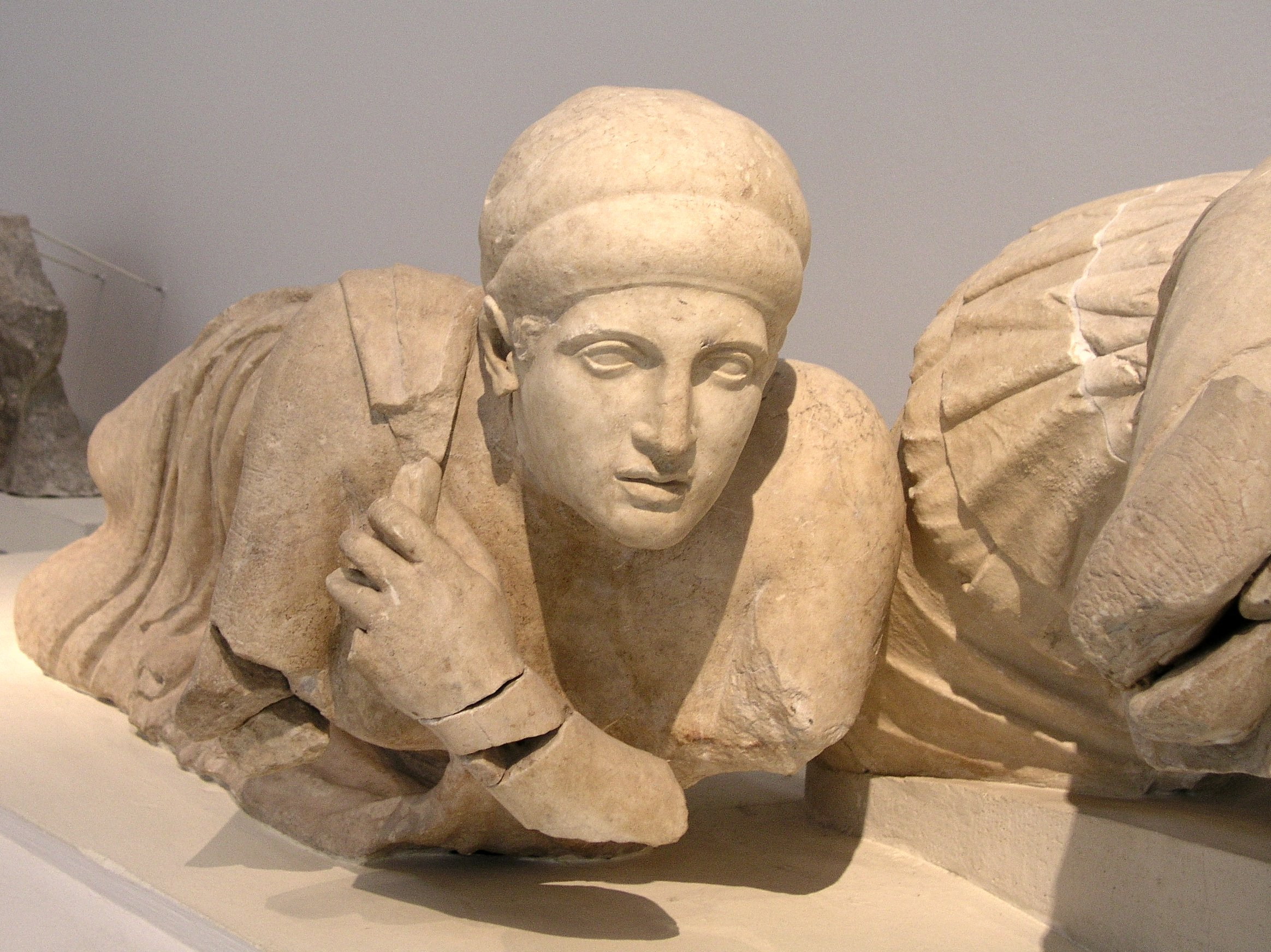
Mujer lápita. Mármol pentélico

El dios Apolo es la figura central y mide 3,10 m de alto. Hace un gesto de apaciguamiento con la mano derecha, aunque esté para ayudar a los lápitas. En la mano izquierda sostiene un arco, que ha desaparecido. A su izquierda está Teseo y a la izquierda y Pirítoo. El lado derecho, el mejor preservado, presenta a Hipodamia agredida por Euritión, al que Pirítoo, como se menciona supra, se apresta a golpearle. A continuación, un hombre joven es agarrado por un centauro. La mujer lápita, también mencionada supra, luce el vestido rasgado y se libera de un centauro herido por la espada de un lápita arrodillado. El ángulo está decorado con dos figuras femeninas, aunque las del lado izquierdo, que tienen una decoración similar, no están en tan buen estado.

#### Metopas
Las doce metopas —1,50 x 1,60 m— que adornaban los frisos del templo estaban colocadas en dos grupos de seis, uno en el pródomo y otro en el opistódomo. Están representadas en ellas los doce trabajos de Heracles. Las mejores conservadas son las cuatro que representan los episodios de los Pájaros del Estínfalo; la tercera metopa del lado oeste, cuyo original está en el Museo del Louvre y la copia en Olimpia, el Toro de Creta; el robo de las manzanas del jardín de las Hespérides, que es la cuarta metopa del lado este, tiene su original en Olimpia; mientras que la limpieza de los establos de Augías, que es la sexta metopa del lado este, también tiene su original en Olimpia. Todas son de mármol de Paros y han sido atribuidas al «Maestro de Olimpia».

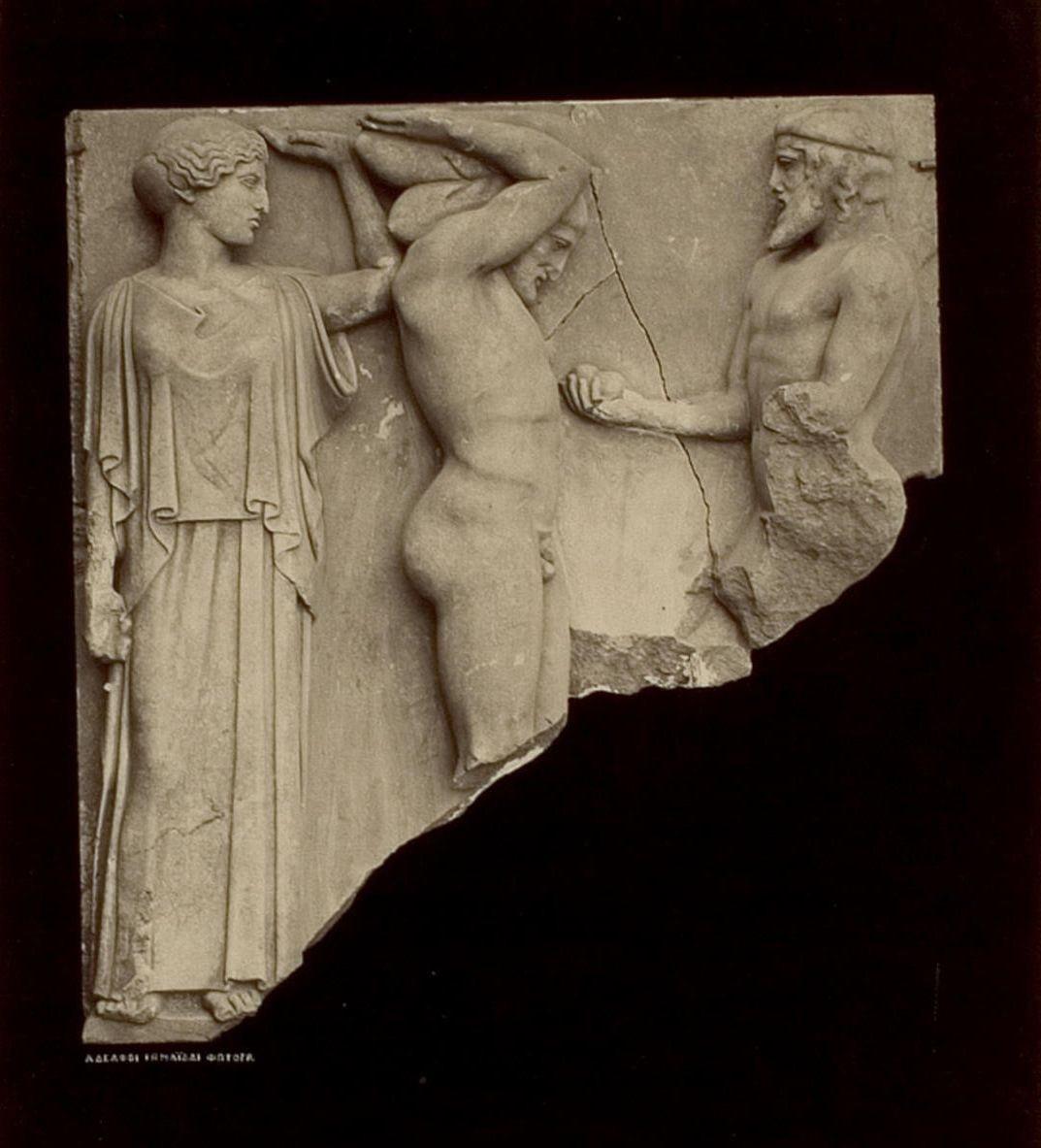
El robo de las manzanas del Jardín de las Hespérides
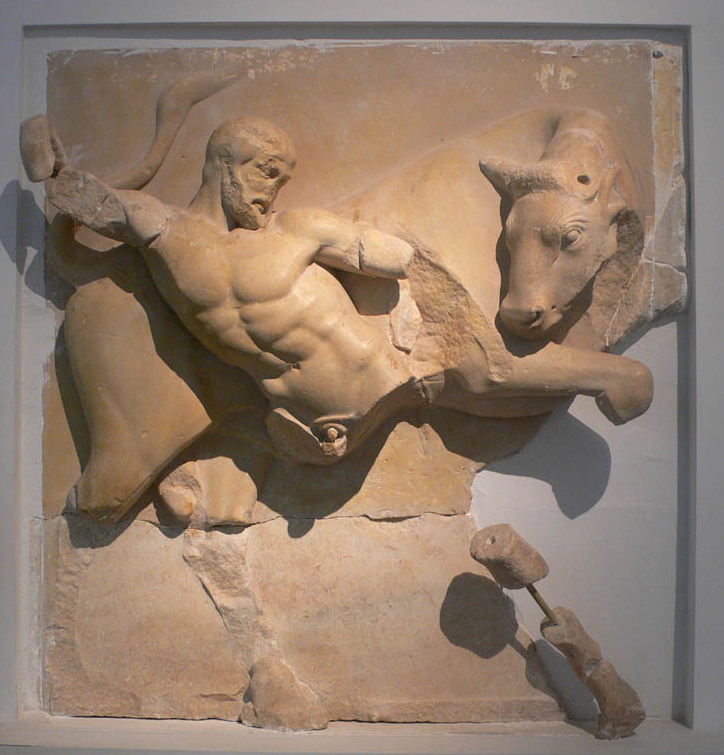
El Toro de Creta
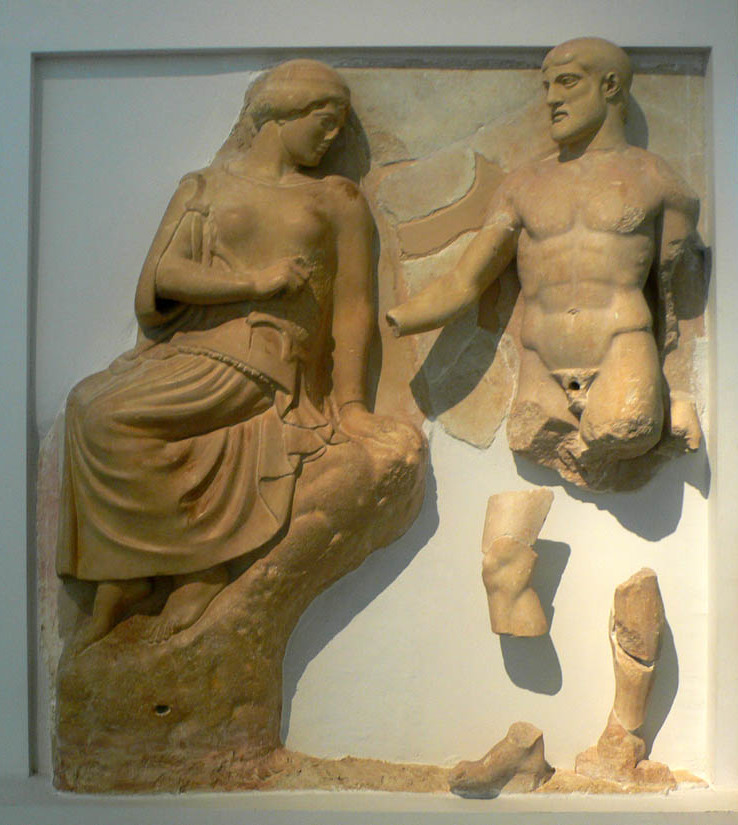
Los Pájaros del Estínfalo

### Sala 6. Victoria de Peonio
Esta sala está dedicada a la exposición de la estatua de la Niké o Victoria del escultor calcídico Peonio, de mármol, fechada entre los años 425 a. C. y 421 a. C., dedicada a Zeus y con la firma del artista en el zócalo. Fue un encargo de los habitantes de Naupacto y Mesenia, aliados de los atenienses, como ofrenda por su victoria sobre los espartanos en la batalla de Esfacteria o de una de las últimas batallas de la guerra arquidámica. La estatua, de 2,15 m o 2,90 m según las fuentes, se encontraba sobre un alto pedestal de 8,81 m en el sureste del Templo de Zeus en el Altis. Está considerada la primera estatua monumental de Niké —«Victoria»— de la historia. Es también la primera representación conocida de una Niké en tres dimensiones. Hecha de mármol de Paros, está deteriorada porque le faltan las alas, el himatión —manto— que flota tras ella y el rostro, pero su movimiento es aún perceptible. Desciende del Olimpo con las alas desplegadas y está posando los pies en el suelo. Su quitón —túnica— revela todas las formas y proporciones, mientras que los trazos de pintura evidencian que estaba pintada de rojo. Bajo sus pies se encontraba también un águila de la que no queda más que la cabeza y cuyas alas eran de metal.

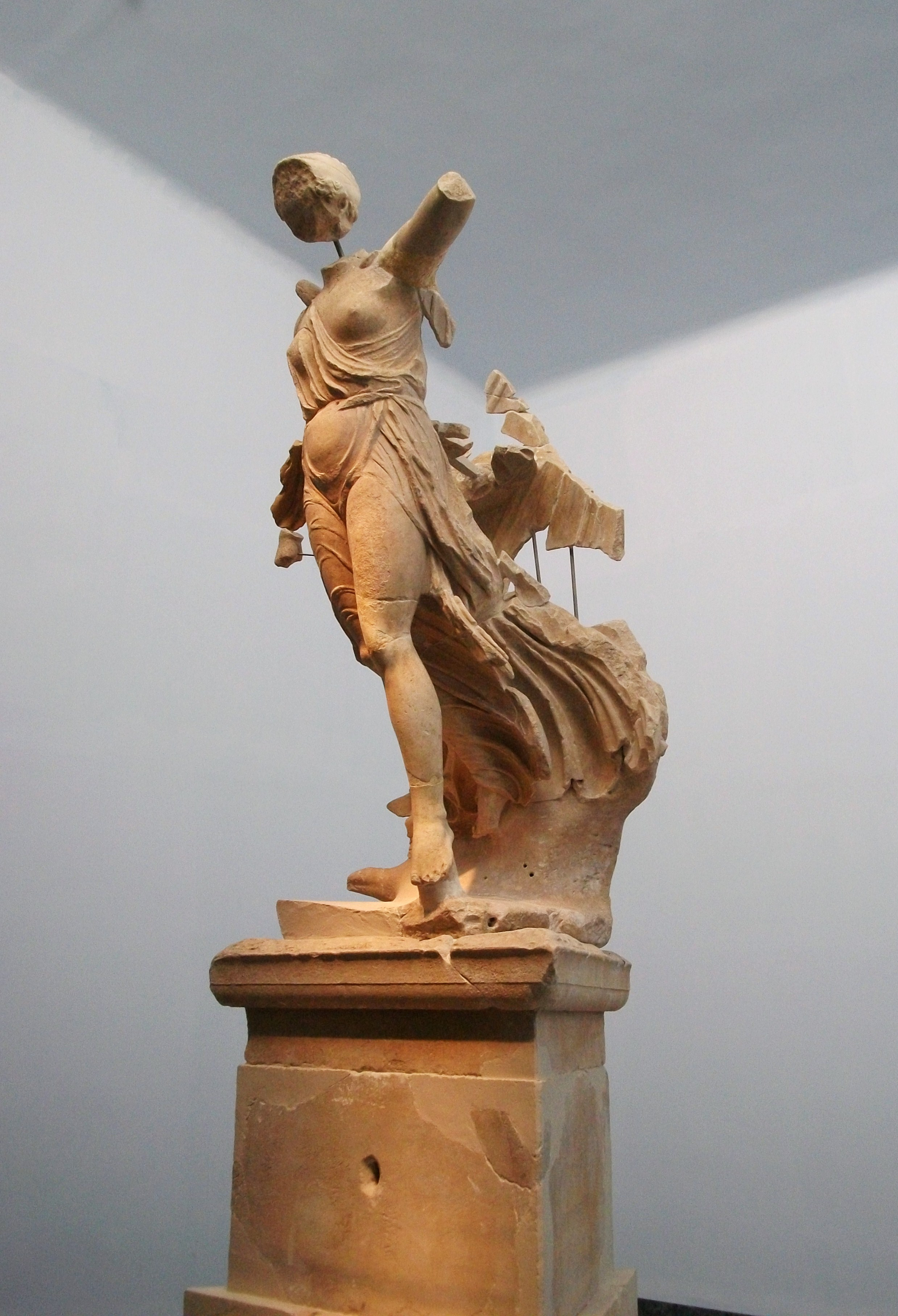
Victoria de Peonio
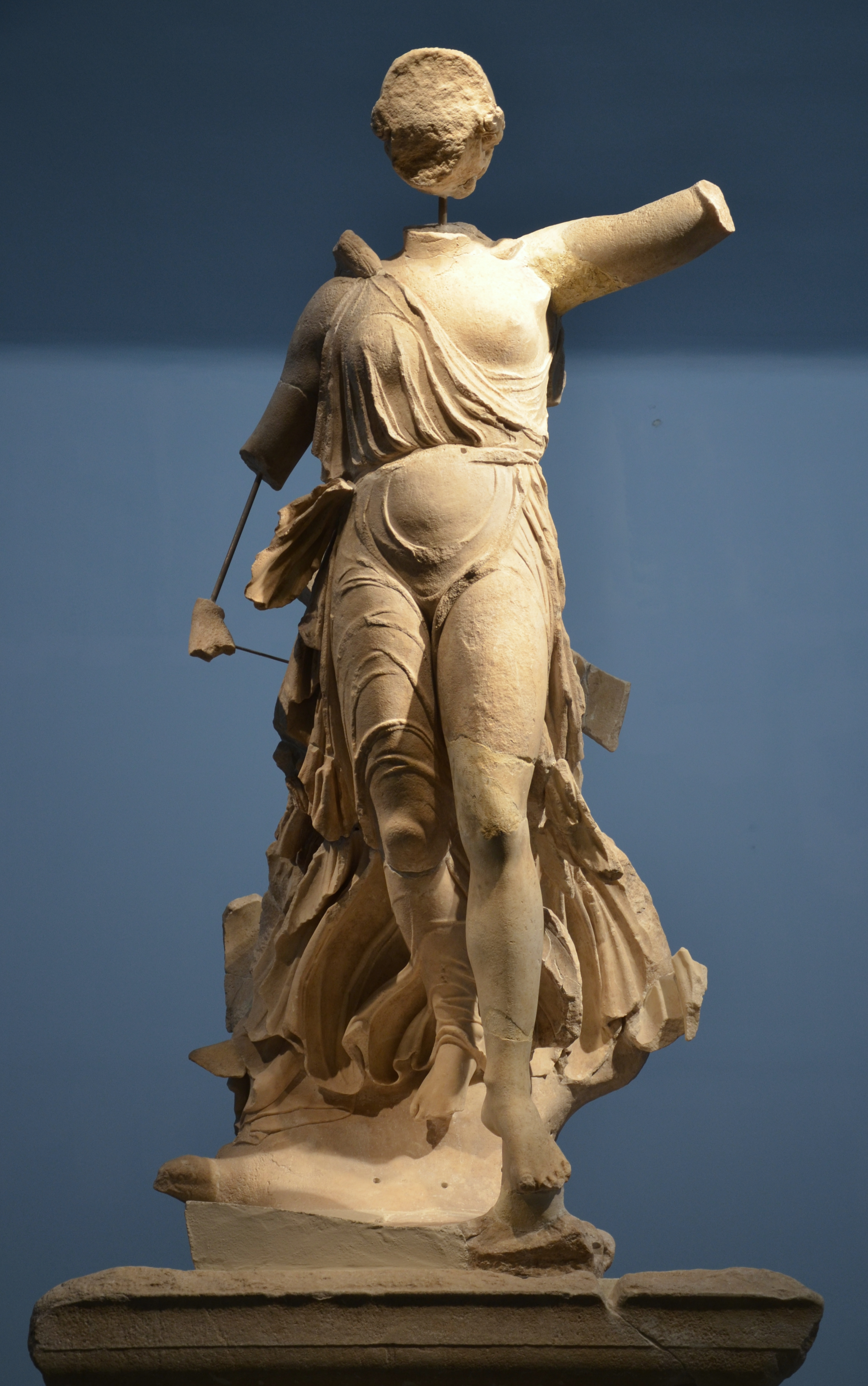

### Sala 7. Taller de Fidias
En esta sala están expuestos una serie de objetos, cerámicas y herramientas, que fueron propiedad del escultor Fidias, además de los moldes y utensilios que se utilizaron para la talla de la Estatua de Zeus en Olimpia, una de las siete maravillas del mundo. Fueron identificados tras el hallazgo de un enócoe que llevaba la inscripción: ΦEIΔIO EIMI, Soy de Fidias. Su taller se halló en la parte oeste del sitio arqueológico y fue identificado en 1958 gracias al descubrimiento del enócoe citado.

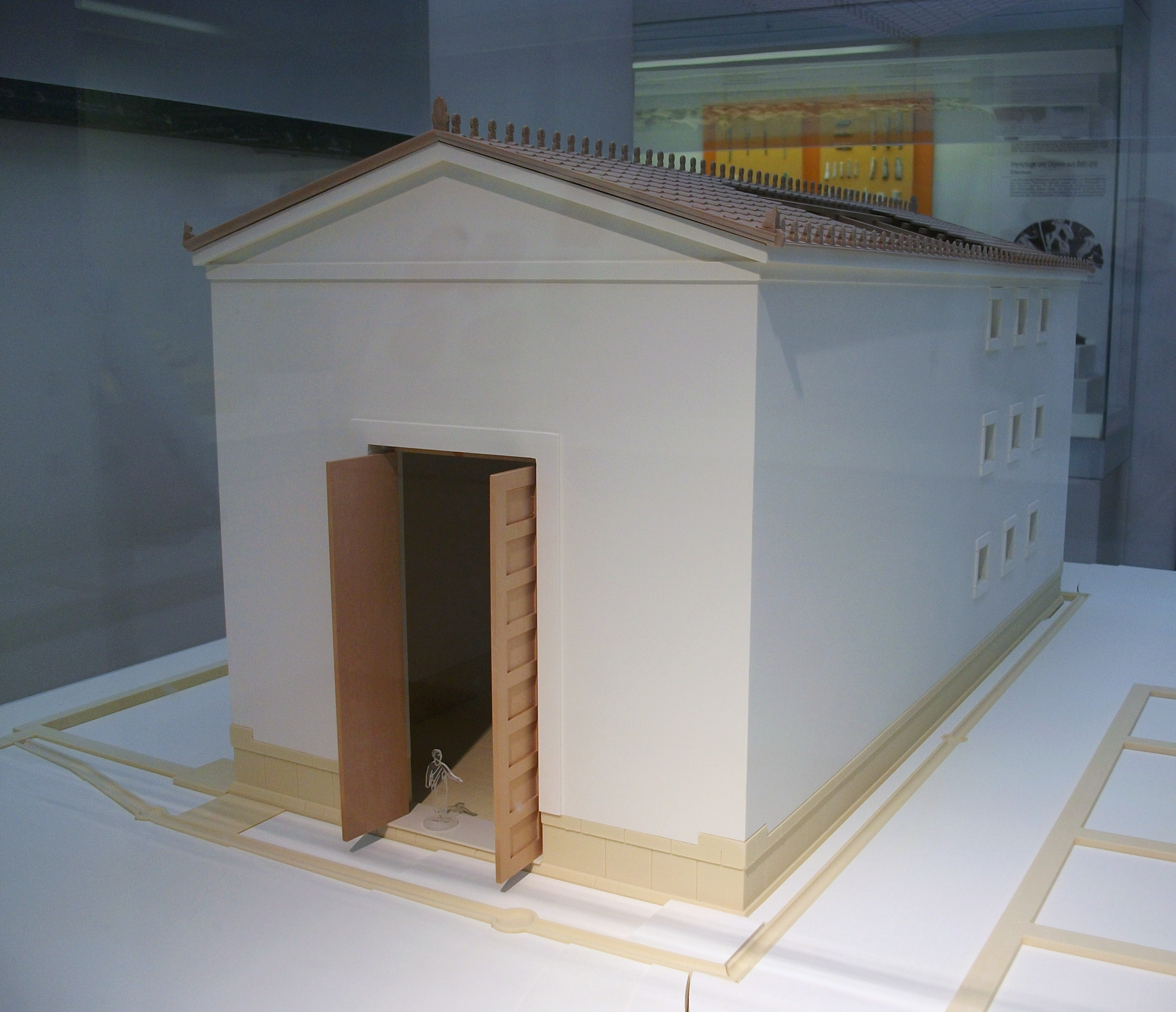
Maqueta del Taller de Fidias
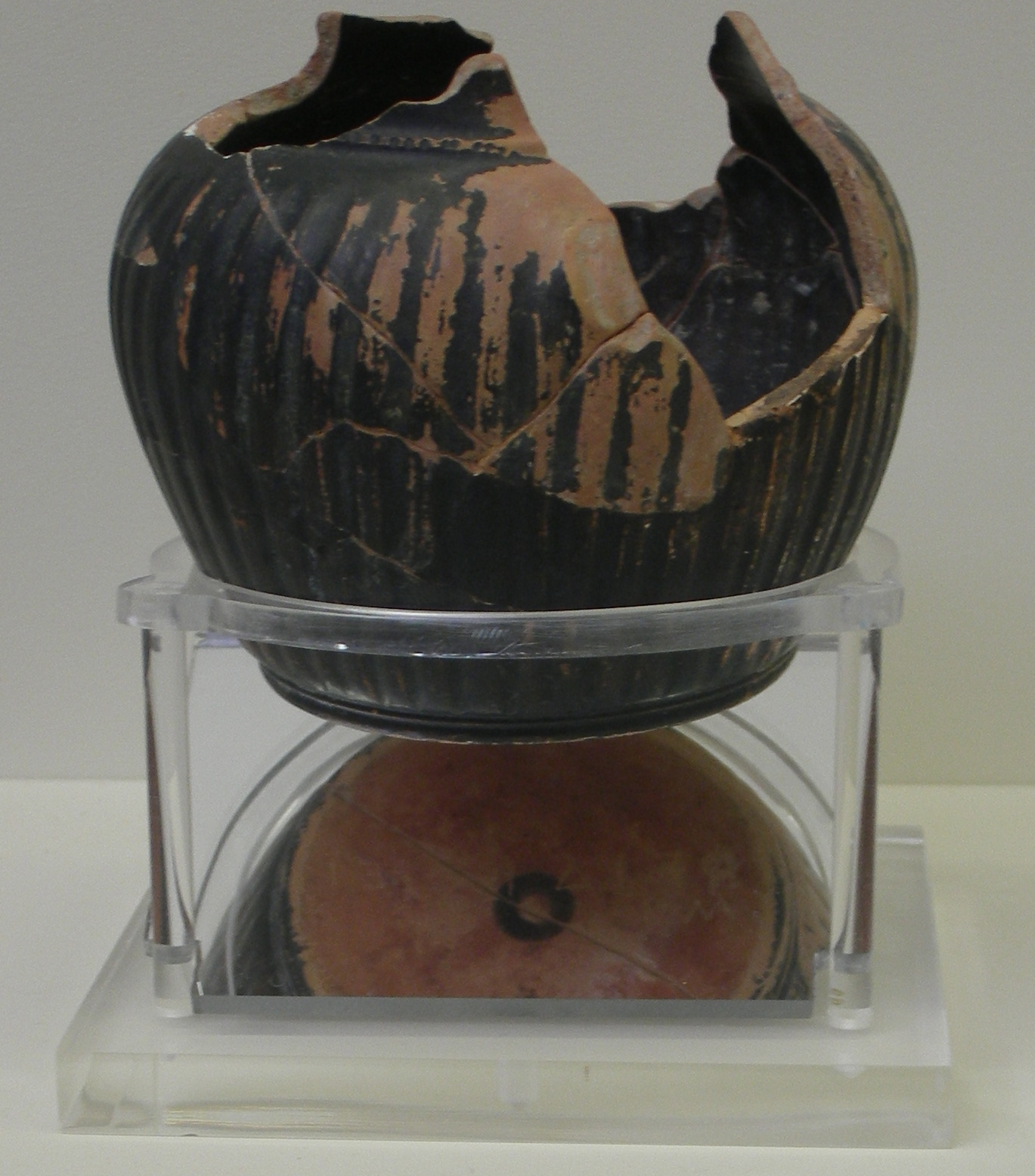
Enócoe o jarra de cerámica propiedad de Fidias. En la base está la inscripción «ΦEIΔIO EIMI» que atestigua su propiedad. Segunda mitad del siglo V a. C.

### Sala 8. Hermes de Praxíteles
En esta sala está expuesta otra de las grandes obras del antiguo Arte Griego: el Hermes con el niño Dioniso, obra de Praxíteles, si bien también se ha propuesto que es una copia romana del original de Praxíteles. Fue esculpida en mármol de Paros hacia el 343 a. C. y entregada como ofrenda al Santuario de Olimpia por eleos y arcadios en conmemoración del tratado de paz firmado entre ellos. Posteriormente fue trasladada a la cella del templo de Hera, donde fue vista y descrita por Pausanias. Sin embargo, dicha atribución continúa suscitando la controversia entre los especialistas. El conjunto escultórico representa a Hermes desnudo descansando apoyado en un tronco de árbol mientras juega con Dioniso recién nacido, al que sujeta con el brazo izquierdo mientras le enseña un racimo de uvas que tiene en la mano derecha, la cual se ha perdido junto con el brazo cortado por encima del codo. En la mano izquierda debía tener un caduceo, también desaparecido. Como es habitual en el estilo de Praxíteles, el gesto de ambos es de dulzura y tranquilidad. Hay restos de pintura marrón rojiza en los cabellos y en una sandalia de Hermes, así como trazas de una capa de pintura.

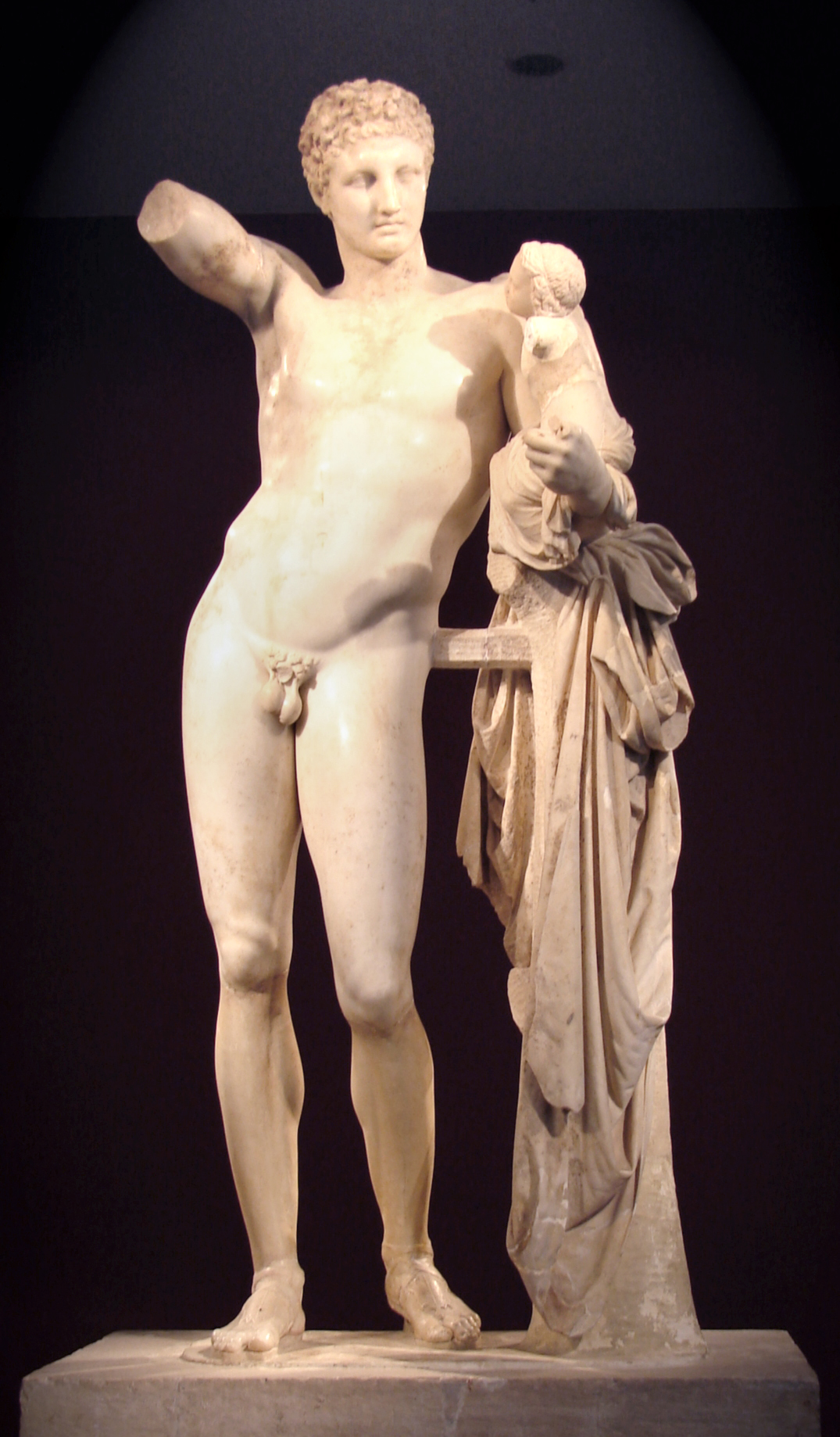
Hermes con el niño Dioniso. c. 330 a. C.
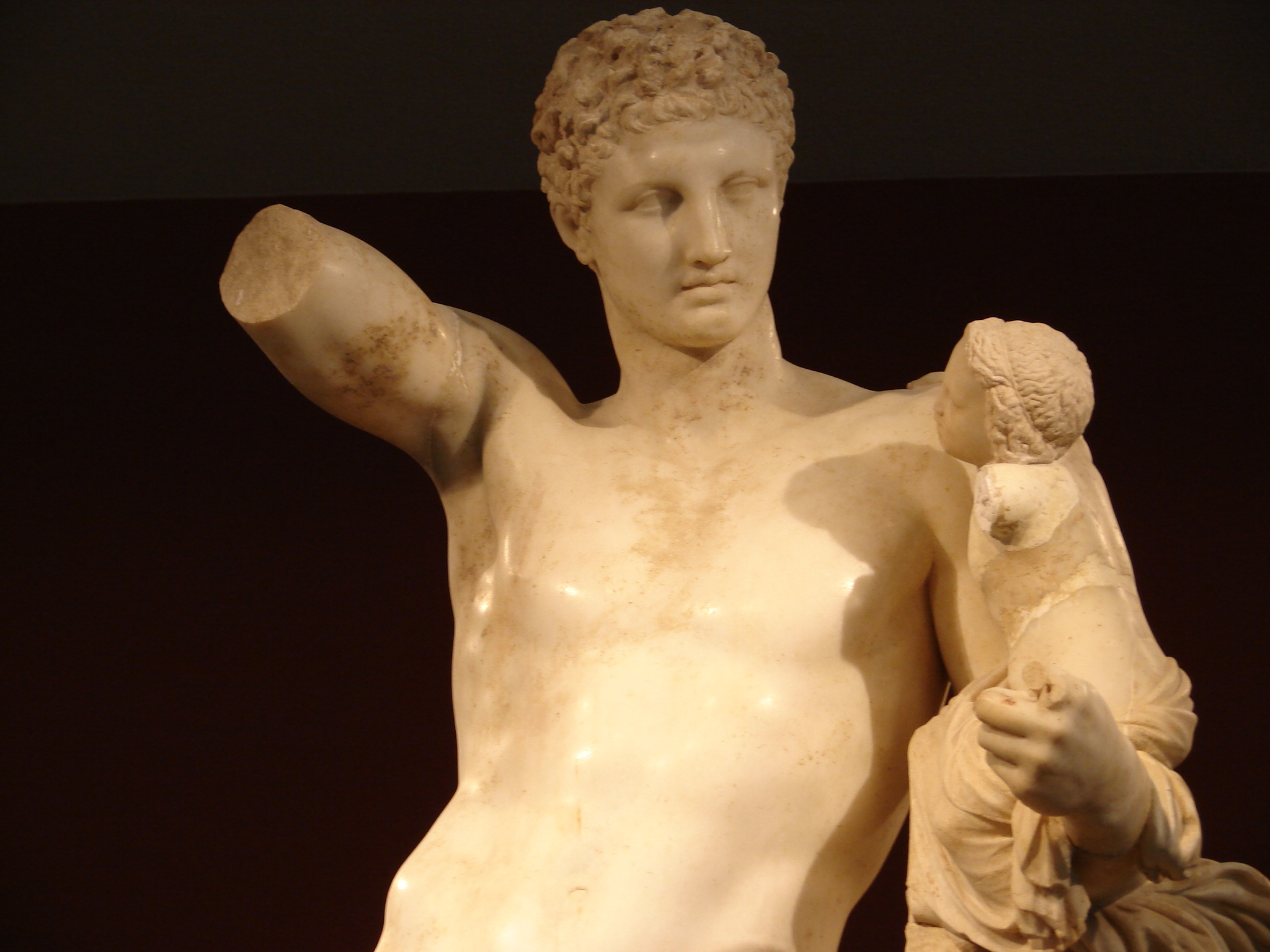
Detalle
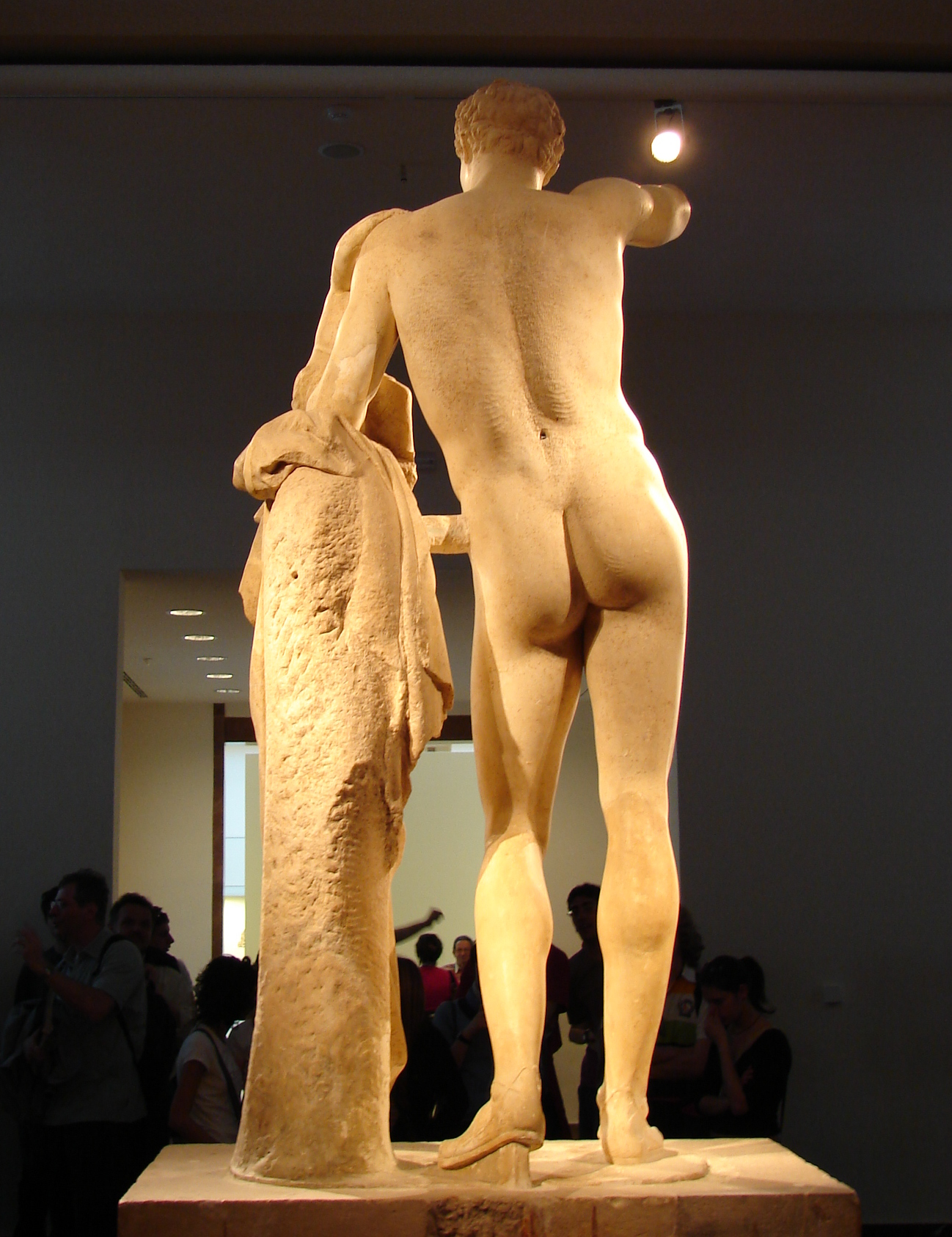
Vista trasera

### Sala 9. Periodo helenístico
En esta sala de reducido tamaño se exponen objetos de la época helenística fechados entre los siglo IV a. C. y siglo I a. C.. Aunque las estatuas ofrecidas al santuario fueron numerosas en dicha época, casi todas desparecieron, quizá llevadas para ornar Constantinopla, como sucedió con la estatua criselefantina de Zeus, o quizá destruidas a causa del edicto de Teodosio II, después de unos terremotos, o bien en los hornos de cal en los siglos siguientes. Se pueden ver en esta sala, además de cerámicas, una estatua pequeña masculina alargada, identificada a veces con Dioniso (siglo IV-siglo III a. C.), una escultura de mujer sentada (siglo I a. C.), una cabeza de Afrodita del estilo de la Afrodita de Cnido y fragmentos de estatuas y de edificios como el Leonideo y el Filipeo.

### Sala 10. Ninfeo
Esta sala presenta la primera parte de la colección romana del museo: las estatuas provenientes del ninfeo erigido por Herodes Ático y su esposa Apia Annia Regila, en 160, para solucionar el problema de abastecimiento de agua al santuario.
En un lado las estatuas, más o menos completas, del nivel superior de la fuente exedra están dispuestas en forma de arco, recordando la forma original del monumento. Representan la extensa familia de Herodes Ático: la cabeza de Marco Atilio Metilio Bradua (abuelo de Regila), el cuerpo sin cabeza de Regilo (hijo de Herodes y Regila), Atenes (hija menor de Herodes), del estilo «Pequeña herculanea», el cuerpo descabezado de Tito Claudio Ático Herodes (padre de Herodes Ático); una estatua central de Zeus, del «estilo de Dresde», copia en mármol de un original de bronce del año 430 a. C.; una estatua femenina sin cabeza del estilo «Gran herculanea» e identificada como la de Regila; la estatua también acéfala de Apìo Annio Trebonio Gallo (padre de Regila); Atilia Caucidia Tertula (perteneciente también a la familia) y Elpinice (hija mayor de Herodes).
En el centro de la sala, como en el centro del estanque superior de la fuente, hay un toro de mármol con una inscripción indicando que había sido dedicado a Zeus por Regila, esposa de Herodes y sacerdotisa de Deméter Kharmine. En el lado opuesto de la sala, junto a las ventanas, están expuestas las estatuas del nivel inferior del ninfeo, que representan a los miembros de la familia imperial: la estatua sin cabeza del emperador Marco Aurelio, que estaba erigida en un   naiskos (del cual también proviene un capitel corintio expuesto en la misma sala); Faustina la Mayor (mujer de Antonino Pío); Faustina la Menor (hija de Antonino Pío y mujer de Marco Aurelio); una estatua de mujer joven que podría representar o a Galeria Lucila o a Annia Aurelia Galeria Faustina, hijas de Marco Aurelio; la cabeza de Lucio Vero de joven. Se puede contemplar también una estatua completa de Marco Aurelio, una estatua de Adriano y una estatua acéfala identificada como Herodes Ático, proveniente también del naiskos.

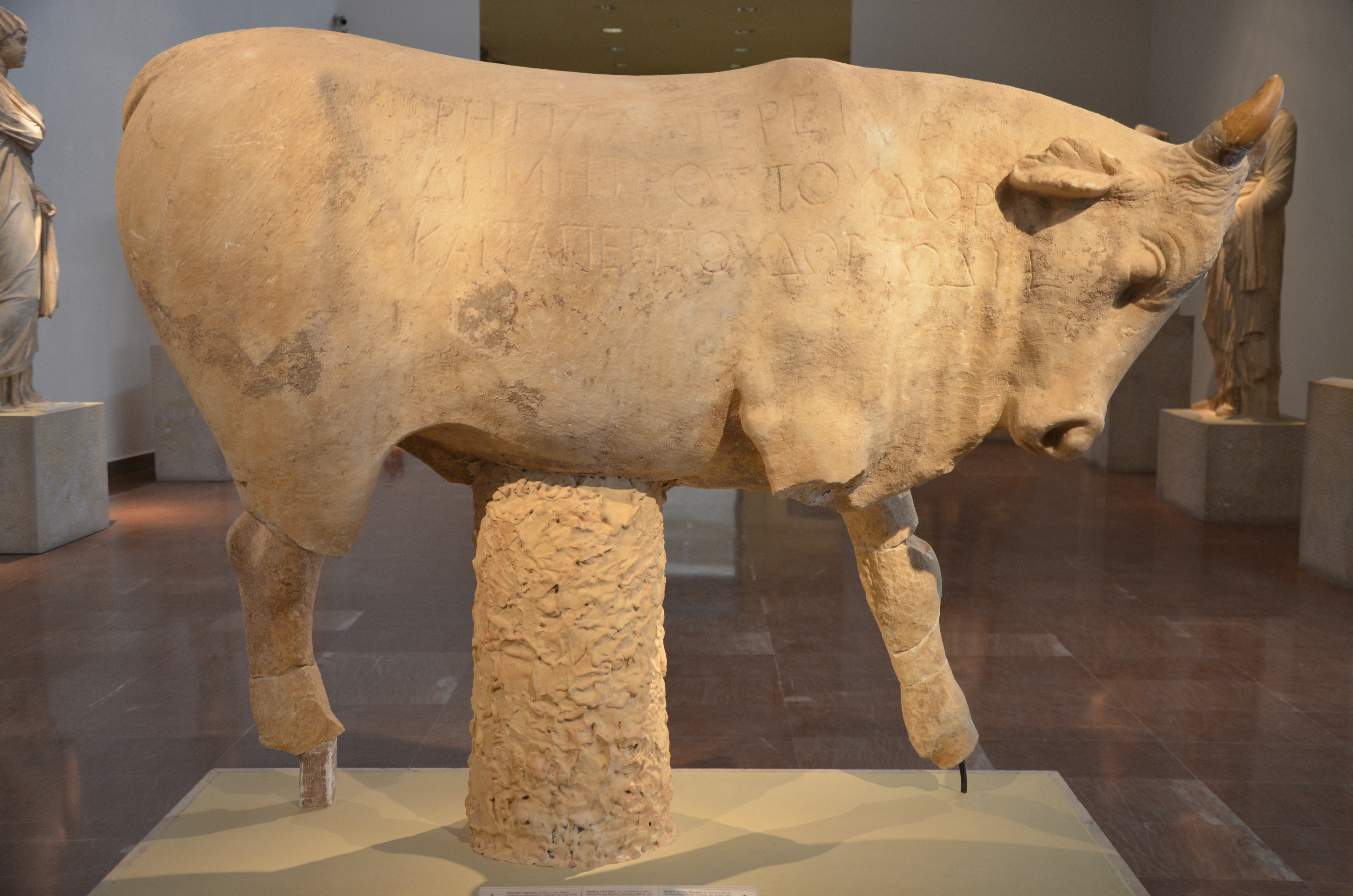
Toro de mármol dedicado a Zeus por Regila, esposa de Hérodes y sacerdotisa de Deméter Kharmine
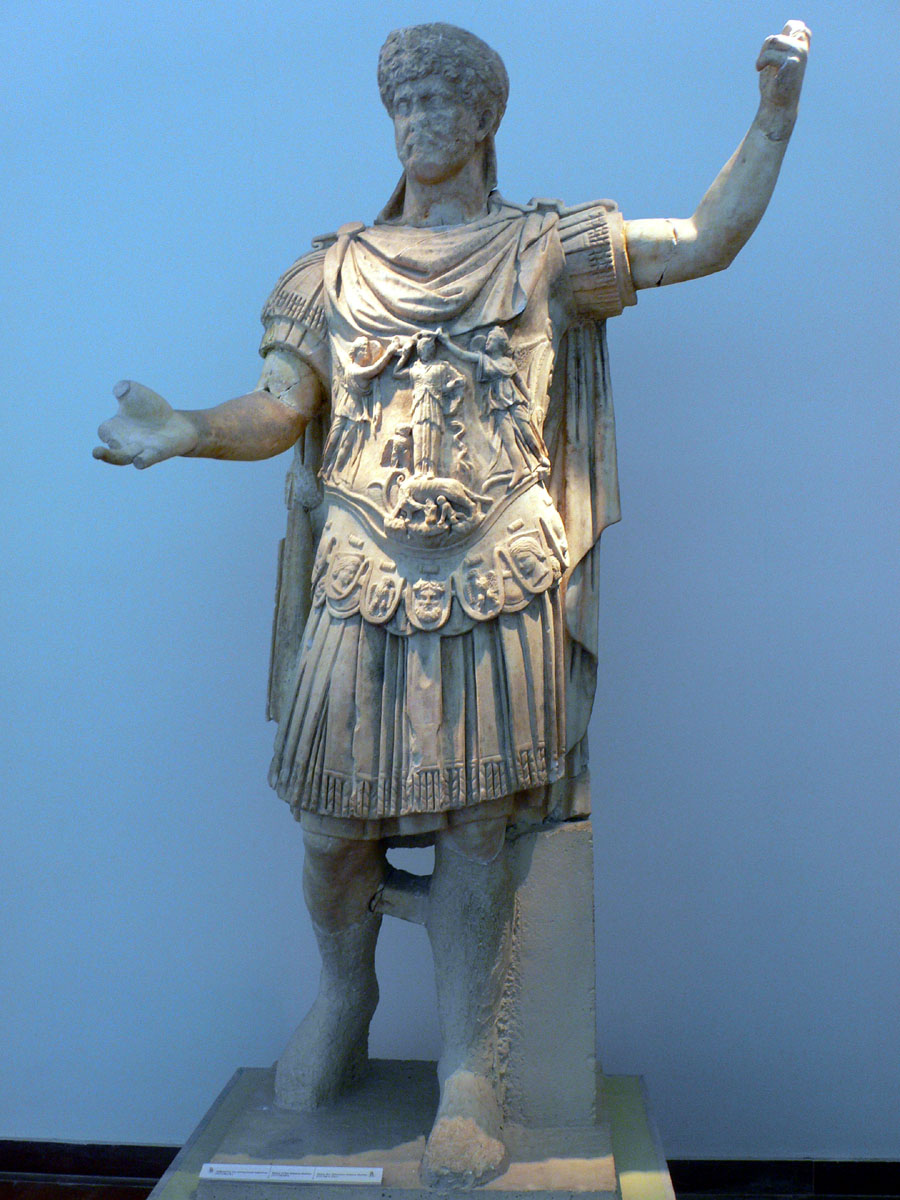
Adriano. Estatua de mármol (c. 160 d. C.)
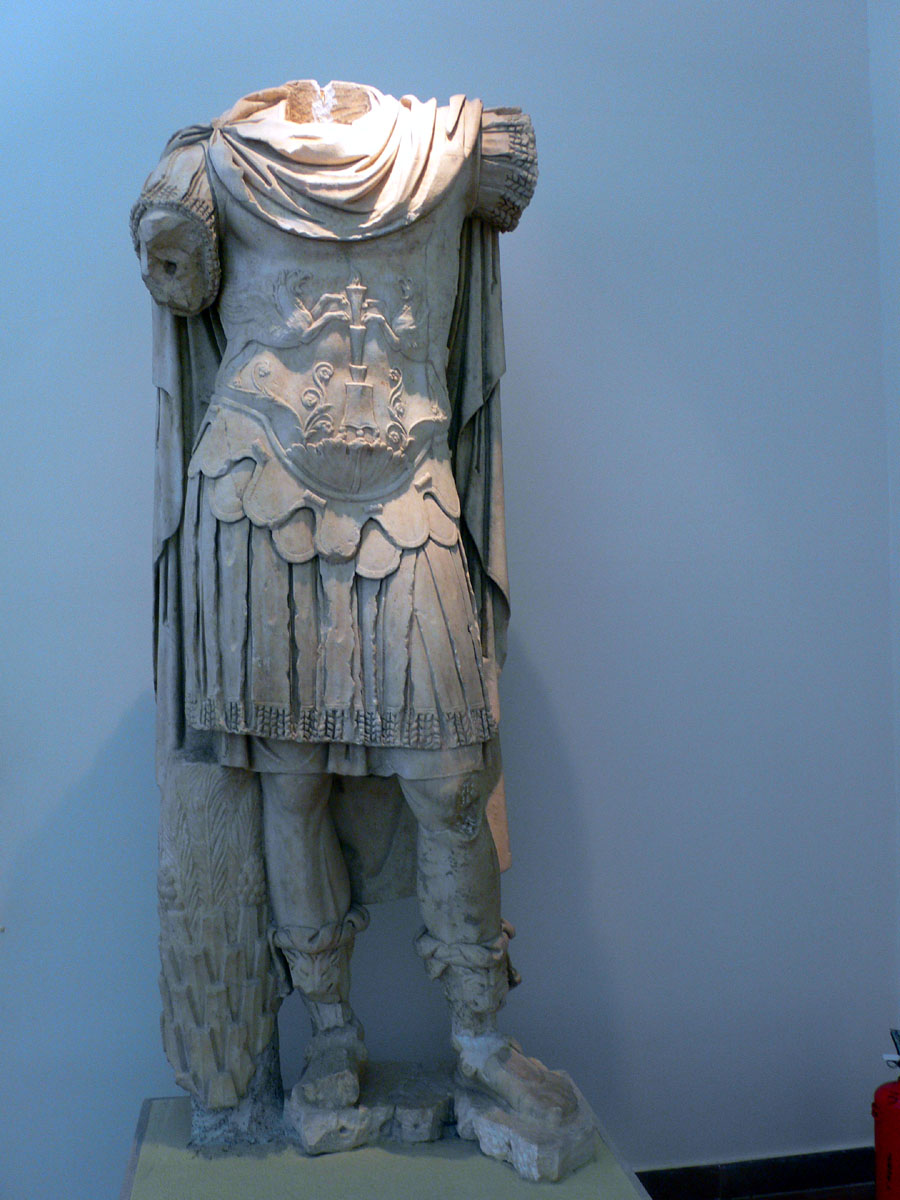
Marco Aurelio. Estatua de mármol (c. 160 d. C.)

### Sala 11. Periodo romano: Metroo y Hereo
El Metroo es un pequeño templo dórico situado en el Altis entre los tesoros y el Templo de Hera. Fue dedicado a Cibeles  en el siglo IV a. C., después transformado en época romana en templo de Augusto y Roma. La pequeña sala expone por una parte estatuas provenientes de este edificio de Agripina la Menor, madre de Nerón, en calidad de sacerdotisa, con la cabeza cubierta con su himatión, y del emperador Tito y por otra parte las provenientes del Templo de Hera (Hereo): una estatua de noble eleo no identificado, una estatua de Popea Sabina (segunda esposa de Nerón) y una estatua de Domicia Longina (mujer de Domiciano).

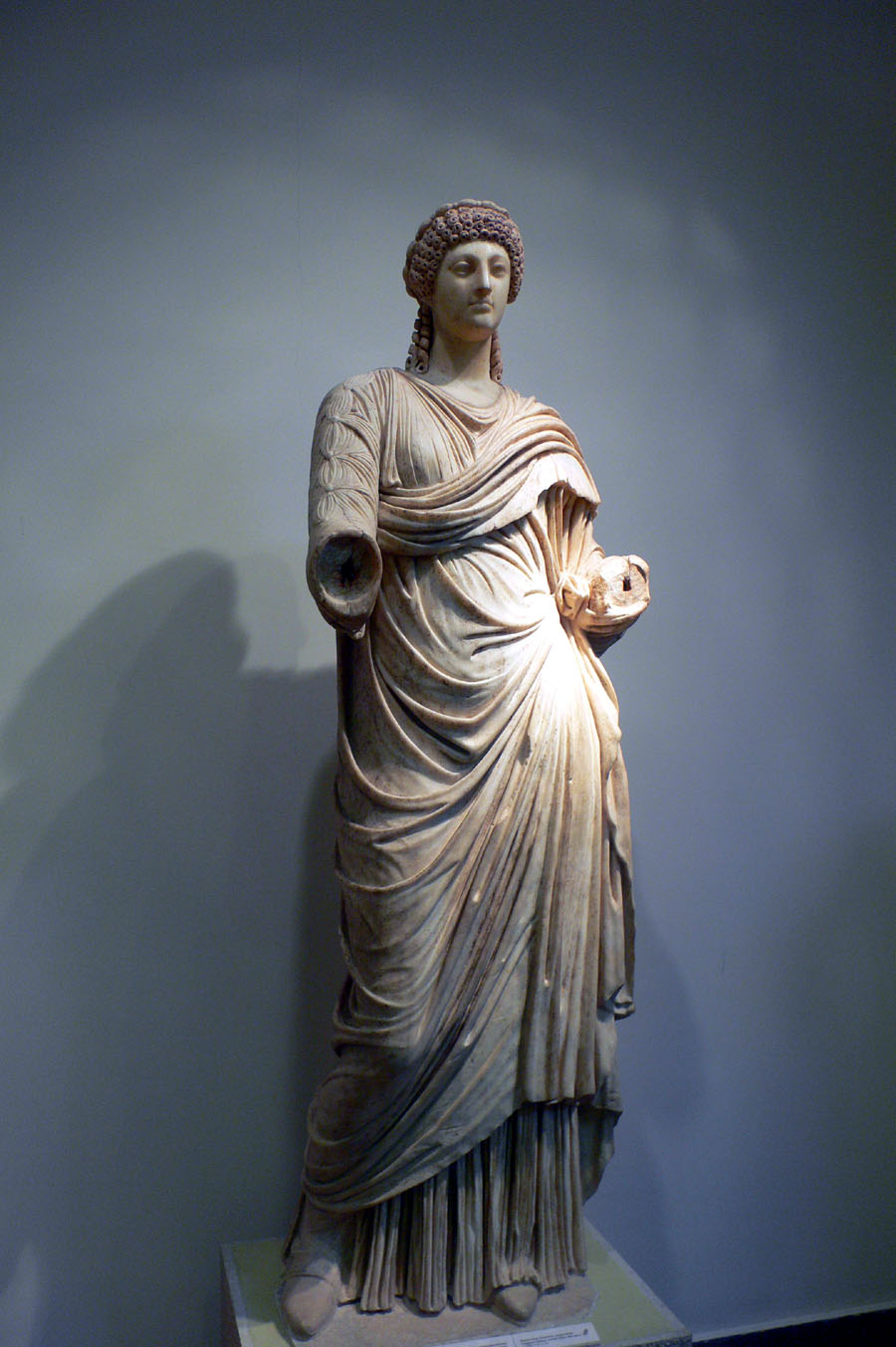
Estatua de mármol de Popea (primera mitad del siglo I).

### Sala 12. Últimos años
Esta sala está dedicada a los últimos «años» o siglos del santuario. Se exhiben vasos y utensilios domésticos de terracota, objetos de bronce y otros metales como hachas, picos, layas o martillos, que cubren el periodo del siglo II a finales del siglo VI, principios del siglo VII, centuria en la que el santuario fue definitivamente abandonado. Los objetos descubiertos durante las excavaciones del cementerio romano de Frangonissi, a dos kilómetros al este de Olimpia, utilizado desde el siglo I al IV, están expuestos en esta sala: joyas, juguetes (muñecas y figurillas de animales), y sobre todo vasos de vidrio, como uno más antiguo, un enócoe del siglo V a. C. Los últimos objetos cronológicos y museográficos son jarras de terracota, hechas a mano y producidas por tribus eslavas establecidas en la región en los siglo VII y VIII.

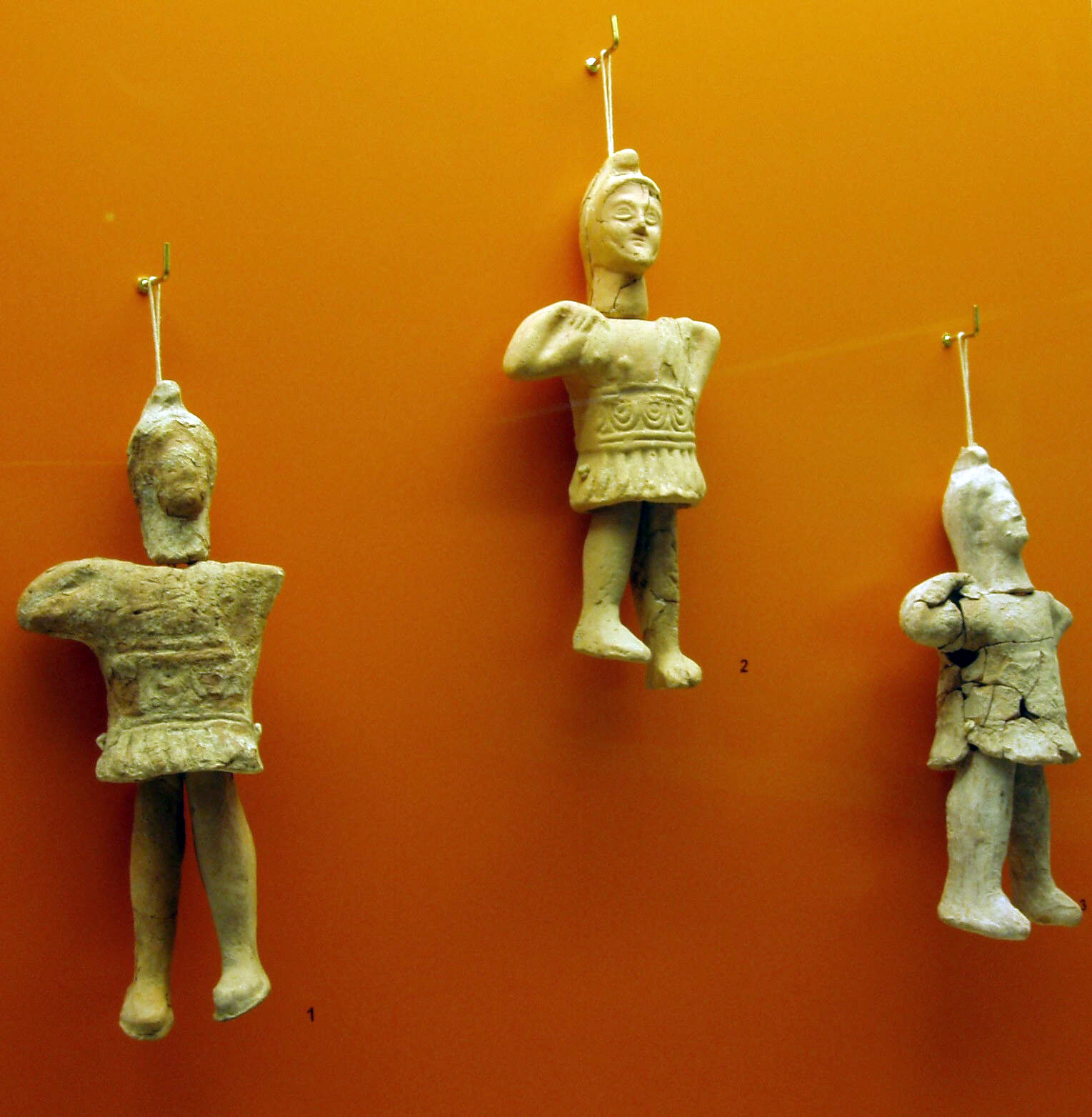
Figurillas de terracota (¿muñecas?) siglos I a III
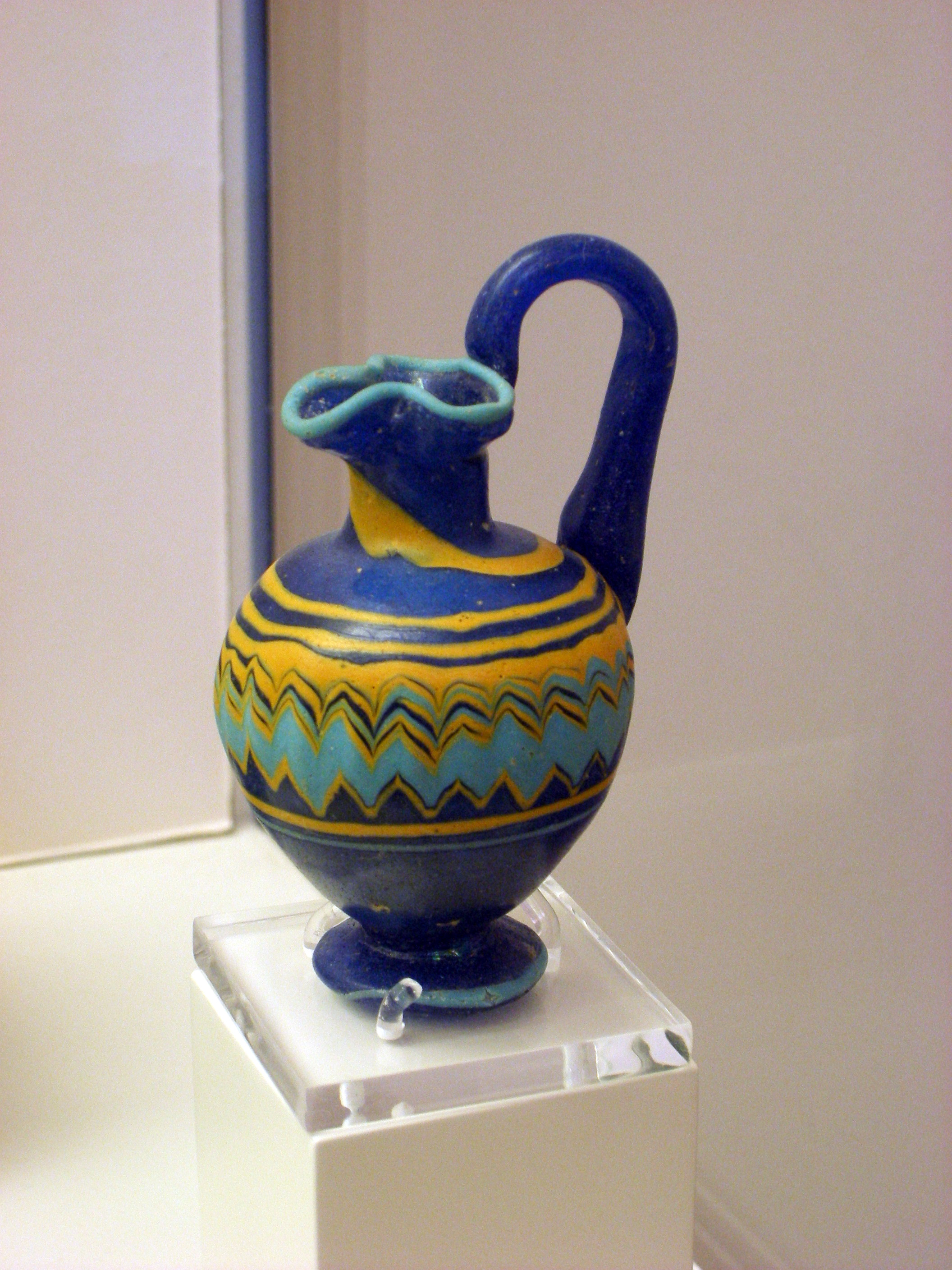
Enócoe de vidrio. (siglo V a. C.)